# VVV-Venlo in het seizoen 2007/08
Dit artikel geeft een overzicht van VVV-Venlo in het seizoen 2007/2008.

## Selectie 2007 - 2008
| Nr. | Positie | Speler             |
| --- | ------- | ------------------ |
| 1   | DM      | Kevin Begois       |
| 2   | V       | Mike Mampuya       |
| 3   | M       | Adil Auassar       |
| 4   | V       | Sjors Verdellen    |
| 5   | V       | Niels Fleuren      |
| 6   | M       | Ken Leemans        |
| 7   | A       | Karim Soltani      |
| 8   | M       | Edwin Linssen      |
| 9   | A       | Paul Jans          |
| 10  | M       | Leon Kantelberg    |
| 11  | A       | Rachid Ofrany      |
| 12  | V       | Michael Timisela   |
| 14  | A       | Sandro Calabro     |
| 15  | V       | Peter Reekers      |
| 16  | DM      | Danny Wintjens     |
| 16  | DM      | Rob Kuijpers       |
| 18  | M       | Robin Janssen      |
| 19  | V       | Frank Broers       |
| 19  | M       | Peter Jungschläger |
| 20  | V       | Ekrem Kahya        |
| 21  | A       | Samir El Gaaouiri  |
| 22  | DM      | Raymond van Driel  |
| 23  | V       | Robert Willemse    |
| 24  | A       | Nordin Amrabat     |
| 25  | M       | Rick Verbeek       |
| 26  | V       | Siebe Blondelle    |
| 27  | V       | Ferry de Regt      |
| 28  | A       | Maico Gerritsen    |
| 29  | M       | Keisuke Honda      |
| 31  | A       | Jason Oost         |

### Aangetrokken spelers
- Nordin Amrabat, van FC Omniworld
- Kevin Begois, van Helmond Sport
- Siebe Blondelle, gehuurd van SBV Vitesse
- Sandro Calabro, van Helmond Sport
- Raymond van Driel, van Vitesse
- Samir El Gaaouiri, van FC Utrecht (was verhuurd aan HFC Haarlem)
- Paul Jans, was verhuurd aan N.E.C.
- Rob Kuijpers, eigen jeugd
- Ken Leemans, van Roda JC
- Mike Mampuya, van Lierse SK (was verhuurd aan Helmond Sport)
- Jason Oost, van Sparta Rotterdam
- Michael Timisela, van AFC Ajax
- Rick Verbeek, eigen jeugd
- Adil Auassar, in de loop van het seizoen van FC Dordrecht
- Peter Jungschläger, in de loop van het seizoen van RBC Roosendaal
- Keisuke Honda, in de loop van het seizoen van Nagoya Grampus Eight

### Uitgaande spelers
- Ahmed Ammi, naar NAC Breda
- Rein Baart, naar N.E.C.
- Frank Broers, naar FC Emmen
- Roel Buikema, naar Quick Den Haag (was gehuurd van Excelsior)
- Dirk Jan Derksen, naar Fortuna Sittard
- Dylan Hughes, naar RKC Waalwijk
- Bas Jacobs, naar Fortuna Sittard
- Willem Janssen, naar Roda JC
- Frank van Kouwen, naar Roda JC
- Sander Lenders, naar SV Straelen
- Luizinho, naar Lombard-Pápa TFC
- Tom Muyters, naar KVSK United (was gehuurd van PSV)
- Rik Platvoet, naar Go Ahead Eagles
- Cor Varkevisser, naar Sparta Rotterdam
- Cameron Watson, naar Melbourne Knights
- Frank Broers, in de loop van het seizoen naar FC Emmen
- Maico Gerritsen, in de loop van het seizoen verhuurd aan KFC Verbroedering Geel
- Paul Jans, in de loop van het seizoen naar Rot-Weiss Essen

## Wedstrijden

### Eredivisie
Speelronde 1:
| zaterdag 18 augustus 2007, 20:00                                    | AZ                                                | 4-0 (2-0) | VVV-Venlo | Opstelling AZ | Opstelling VVV-Venlo |  |
| Stadion: DSB Stadion, Alkmaar Toeschouwers: 16.496 Arbiter: Nijhuis | Agustien 7' Ari 32' (pen.) Ari 58' Međunjanin 79' |           |           | Waterman, Steinsson 74', Donk, Jaliens, Opdam 75' ( Pocognoli), Agustien, De Zeeuw, Cziommer 51' ( Međunjanin), Martens, Ari 67' ( Pellè), Dembélé RESERVEBANK: Romero, Molhoek, Koevermans, Jenner | Begois, Mampuya, Verdellen 58', Blondelle, Fleuren, Ofrany 46' ( Amrabat), Linssen 39', Leemans, Soltani, Jans 72' ( Oost), Kantelberg 46' ( El Gaaouiri 85') RESERVEBANK: Van Driel, Reekers, Timisela, Kahya |  |
| Stadion: DSB Stadion, Alkmaar Toeschouwers: 16.496 Arbiter: Nijhuis |                                                   |           |           | Waterman, Steinsson 74', Donk, Jaliens, Opdam 75' ( Pocognoli), Agustien, De Zeeuw, Cziommer 51' ( Međunjanin), Martens, Ari 67' ( Pellè), Dembélé RESERVEBANK: Romero, Molhoek, Koevermans, Jenner | Begois, Mampuya, Verdellen 58', Blondelle, Fleuren, Ofrany 46' ( Amrabat), Linssen 39', Leemans, Soltani, Jans 72' ( Oost), Kantelberg 46' ( El Gaaouiri 85') RESERVEBANK: Van Driel, Reekers, Timisela, Kahya |  |
| Stadion: DSB Stadion, Alkmaar Toeschouwers: 16.496 Arbiter: Nijhuis |                                                   |           |           | Waterman, Steinsson 74', Donk, Jaliens, Opdam 75' ( Pocognoli), Agustien, De Zeeuw, Cziommer 51' ( Međunjanin), Martens, Ari 67' ( Pellè), Dembélé RESERVEBANK: Romero, Molhoek, Koevermans, Jenner | Begois, Mampuya, Verdellen 58', Blondelle, Fleuren, Ofrany 46' ( Amrabat), Linssen 39', Leemans, Soltani, Jans 72' ( Oost), Kantelberg 46' ( El Gaaouiri 85') RESERVEBANK: Van Driel, Reekers, Timisela, Kahya |  |
|                                                                     |                                                   |           |           | | |  |

Speelronde 2:
| zaterdag 25 augustus 2007, 19:30                                     | VVV-Venlo                                 | 3-1 (1-1) | Excelsior     | Opstelling VVV-Venlo | Opstelling Excelsior |  |
| Stadion: Stadion De Koel, Venlo Toeschouwers: 5.650 Arbiter: Kuipers | Blondelle 38' Amrabat 51' El Gaaouiri 89' |           | 20' Den Ouden | Begois, Mampuya, Verdellen, Blondelle, Fleuren, Amrabat 86' ( Ofrany), Leemans 11', Linssen , Soltani, Jans 68' ( Oost), Kantelberg 63' ( El Gaaouiri) RESERVEBANK: Van Driel, Reekers, Timisela, Kahya | Graafland, Bandjar 50', Van Nieuwstadt, Van Steensel 79' ( Voskamp), Zijm 58', Van Dieren, Luijckx, Guijo-Velasco 49' ( Šimr), Rojer, Den Ouden, Korf 64' ( Van Guldener) RESERVEBANK: Van Nieuwenhuijzen, Altheer, Alisic, Braber |  |
| Stadion: Stadion De Koel, Venlo Toeschouwers: 5.650 Arbiter: Kuipers |                                           |           |               | Begois, Mampuya, Verdellen, Blondelle, Fleuren, Amrabat 86' ( Ofrany), Leemans 11', Linssen , Soltani, Jans 68' ( Oost), Kantelberg 63' ( El Gaaouiri) RESERVEBANK: Van Driel, Reekers, Timisela, Kahya | Graafland, Bandjar 50', Van Nieuwstadt, Van Steensel 79' ( Voskamp), Zijm 58', Van Dieren, Luijckx, Guijo-Velasco 49' ( Šimr), Rojer, Den Ouden, Korf 64' ( Van Guldener) RESERVEBANK: Van Nieuwenhuijzen, Altheer, Alisic, Braber |  |
| Stadion: Stadion De Koel, Venlo Toeschouwers: 5.650 Arbiter: Kuipers |                                           |           |               | Begois, Mampuya, Verdellen, Blondelle, Fleuren, Amrabat 86' ( Ofrany), Leemans 11', Linssen , Soltani, Jans 68' ( Oost), Kantelberg 63' ( El Gaaouiri) RESERVEBANK: Van Driel, Reekers, Timisela, Kahya | Graafland, Bandjar 50', Van Nieuwstadt, Van Steensel 79' ( Voskamp), Zijm 58', Van Dieren, Luijckx, Guijo-Velasco 49' ( Šimr), Rojer, Den Ouden, Korf 64' ( Van Guldener) RESERVEBANK: Van Nieuwenhuijzen, Altheer, Alisic, Braber |  |
|                                                                      |                                           |           |               | | |  |

Speelronde 3:
| zondag 2 september 2007, 12:30                                          | VVV-Venlo                              | 3-5 (3-2) | Roda JC                                                              | Opstelling VVV-Venlo | Opstelling Roda JC |  |
| Stadion: Stadion De Koel, Venlo Toeschouwers: 6.000 Arbiter: Van Egmond | Kantelberg 17' Linssen 23' Amrabat 30' |           | 12' Oper 41' Yulu-Matondo 50' Oper 60' Yulu-Matondo 90' Van Tornhout | Begois, Mampuya, Verdellen, Blondelle, Fleuren 58', Amrabat, Linssen 90', Leemans, Soltani 83' ( Ofrany), Jans 6' 57' ( Oost), Kantelberg 57' ( El Gaaouiri) RESERVEBANK: Van Driel, Reekers, Timisela, Auassar | Castro, Saeijs 31', De fauw, Kah 79' ( Sonkaya), De Jong, Tioté 71' 85' ( Van Tornhout), Meeuwis, Janssen 64' ( Bodor 84'), Yulu-Matondo, Oper, Lamah RESERVEBANK: Tytoń, Van Kouwen, Bouchiba, Sibum |  |
| Stadion: Stadion De Koel, Venlo Toeschouwers: 6.000 Arbiter: Van Egmond |                                        |           |                                                                      | Begois, Mampuya, Verdellen, Blondelle, Fleuren 58', Amrabat, Linssen 90', Leemans, Soltani 83' ( Ofrany), Jans 6' 57' ( Oost), Kantelberg 57' ( El Gaaouiri) RESERVEBANK: Van Driel, Reekers, Timisela, Auassar | Castro, Saeijs 31', De fauw, Kah 79' ( Sonkaya), De Jong, Tioté 71' 85' ( Van Tornhout), Meeuwis, Janssen 64' ( Bodor 84'), Yulu-Matondo, Oper, Lamah RESERVEBANK: Tytoń, Van Kouwen, Bouchiba, Sibum |  |
| Stadion: Stadion De Koel, Venlo Toeschouwers: 6.000 Arbiter: Van Egmond |                                        |           |                                                                      | Begois, Mampuya, Verdellen, Blondelle, Fleuren 58', Amrabat, Linssen 90', Leemans, Soltani 83' ( Ofrany), Jans 6' 57' ( Oost), Kantelberg 57' ( El Gaaouiri) RESERVEBANK: Van Driel, Reekers, Timisela, Auassar | Castro, Saeijs 31', De fauw, Kah 79' ( Sonkaya), De Jong, Tioté 71' 85' ( Van Tornhout), Meeuwis, Janssen 64' ( Bodor 84'), Yulu-Matondo, Oper, Lamah RESERVEBANK: Tytoń, Van Kouwen, Bouchiba, Sibum |  |
|                                                                         |                                        |           |                                                                      | | |  |

Speelronde 4:
| zaterdag 15 september 2007, 20:00                                    | De Graafschap                          | 3-2 (2-0) | VVV-Venlo                  | Opstelling De Graafschap | Opstelling VVV-Venlo |  |
| Stadion: De Vijverberg, Doetinchem Toeschouwers: 11.500 Arbiter: Jol | De Groot 7' Fung a Wing 25' Keller 82' |           | 88' Leemans 90' Kantelberg | Van Fessem, Schuurman, Keller, Volmer, Fung a Wing, Meijer, Hese 74' ( Van den Ouweland), Schöne, Viðarsson, De Groot 86' ( Tarvajärvi), Powel 82' ( Johnson) RESERVEBANK: Cinalli, Bot, Robbemond, Van Peppen | Begois, Mampuya, Reekers 29', Blondelle, Fleuren, El Gaaouiri 51', Auassar 82' ( Kantelberg), Leemans , Soltani 42', Jans 58' ( Amrabat), Oost 66' ( Ofrany) RESERVEBANK: Wintjens, Timisela, Kahya, Willemse |  |
| Stadion: De Vijverberg, Doetinchem Toeschouwers: 11.500 Arbiter: Jol |                                        |           |                            | Van Fessem, Schuurman, Keller, Volmer, Fung a Wing, Meijer, Hese 74' ( Van den Ouweland), Schöne, Viðarsson, De Groot 86' ( Tarvajärvi), Powel 82' ( Johnson) RESERVEBANK: Cinalli, Bot, Robbemond, Van Peppen | Begois, Mampuya, Reekers 29', Blondelle, Fleuren, El Gaaouiri 51', Auassar 82' ( Kantelberg), Leemans , Soltani 42', Jans 58' ( Amrabat), Oost 66' ( Ofrany) RESERVEBANK: Wintjens, Timisela, Kahya, Willemse |  |
| Stadion: De Vijverberg, Doetinchem Toeschouwers: 11.500 Arbiter: Jol |                                        |           |                            | Van Fessem, Schuurman, Keller, Volmer, Fung a Wing, Meijer, Hese 74' ( Van den Ouweland), Schöne, Viðarsson, De Groot 86' ( Tarvajärvi), Powel 82' ( Johnson) RESERVEBANK: Cinalli, Bot, Robbemond, Van Peppen | Begois, Mampuya, Reekers 29', Blondelle, Fleuren, El Gaaouiri 51', Auassar 82' ( Kantelberg), Leemans , Soltani 42', Jans 58' ( Amrabat), Oost 66' ( Ofrany) RESERVEBANK: Wintjens, Timisela, Kahya, Willemse |  |
|                                                                      |                                        |           |                            | | |  |

Speelronde 5:
| vrijdag 21 september 2007, 20:30                                     | VVV-Venlo   | 1-3 (0-1) | NAC Breda                                     | Opstelling VVV-Venlo | Opstelling NAC Breda |  |
| Stadion: Stadion De Koel, Venlo Toeschouwers: 5.800 Arbiter: Nijhuis | Linssen 82' |           | 1' Lurling 68' Zwaanswijk 88' De Graaf (pen.) | Begois, Mampuya, Kahya 90', Auassar 69' ( Jans), Fleuren, Linssen 88', Leemans, Kantelberg, Soltani, El Gaaouiri 8' ( Oost), Amrabat 75' ( Ofrany) RESERVEBANK: Wintjens, Reekers, Blondelle, Timisela | Ten Rouwelaar, Elshot, Zwaanswijk, Loran, Mtiliga, Fehér, De Graaf , Stam 31', 77', Kolkka, Lurling 61' ( Tamerus 79'), Amoah 86' ( Van Gessel) RESERVEBANK: Zoetebier, Demir, Ammi, Gilissen, Sikora |  |
| Stadion: Stadion De Koel, Venlo Toeschouwers: 5.800 Arbiter: Nijhuis |             |           |                                               | Begois, Mampuya, Kahya 90', Auassar 69' ( Jans), Fleuren, Linssen 88', Leemans, Kantelberg, Soltani, El Gaaouiri 8' ( Oost), Amrabat 75' ( Ofrany) RESERVEBANK: Wintjens, Reekers, Blondelle, Timisela | Ten Rouwelaar, Elshot, Zwaanswijk, Loran, Mtiliga, Fehér, De Graaf , Stam 31', 77', Kolkka, Lurling 61' ( Tamerus 79'), Amoah 86' ( Van Gessel) RESERVEBANK: Zoetebier, Demir, Ammi, Gilissen, Sikora |  |
| Stadion: Stadion De Koel, Venlo Toeschouwers: 5.800 Arbiter: Nijhuis |             |           |                                               | Begois, Mampuya, Kahya 90', Auassar 69' ( Jans), Fleuren, Linssen 88', Leemans, Kantelberg, Soltani, El Gaaouiri 8' ( Oost), Amrabat 75' ( Ofrany) RESERVEBANK: Wintjens, Reekers, Blondelle, Timisela | Ten Rouwelaar, Elshot, Zwaanswijk, Loran, Mtiliga, Fehér, De Graaf , Stam 31', 77', Kolkka, Lurling 61' ( Tamerus 79'), Amoah 86' ( Van Gessel) RESERVEBANK: Zoetebier, Demir, Ammi, Gilissen, Sikora |  |
|                                                                      |             |           |                                               | | |  |

Speelronde 6:
| zondag 30 september 2007, 14:30                                              | Ajax                                                                       | 6-1 (4-1) | VVV-Venlo  | Opstelling Ajax | Opstelling VVV-Venlo |  |
| Stadion: Amsterdam ArenA, Amsterdam Toeschouwers: 49.126 Arbiter: Van Sichem | Luque 16' Luque 19' Maduro 27' (e.d.) Begois 32' Delorge 77' Huntelaar 89' |           | 4' Soltani | Stekelenburg, Ogăraru, Van der Wiel, Heitinga, Colin, Gabri 67' ( Delorge), Maduro, Emanuelson, Suárez 78' ( Schilder), Huntelaar , Luque 22' ( Rommedahl) RESERVEBANK: Gentenaar, Vertonghen, Donald, Urzaíz | Wintjens, Mampuya 34' ( Timisela), Kahya 79', Auassar 46' ( Blondelle), Fleuren, Linssen 75', Leemans, Kantelberg, Soltani 69' ( Ofrany), Jans, Amrabat 6' RESERVEBANK: Wintjens, Reekers, Blondelle, Janssen, Oost |  |
| Stadion: Amsterdam ArenA, Amsterdam Toeschouwers: 49.126 Arbiter: Van Sichem |                                                                            |           |            | Stekelenburg, Ogăraru, Van der Wiel, Heitinga, Colin, Gabri 67' ( Delorge), Maduro, Emanuelson, Suárez 78' ( Schilder), Huntelaar , Luque 22' ( Rommedahl) RESERVEBANK: Gentenaar, Vertonghen, Donald, Urzaíz | Wintjens, Mampuya 34' ( Timisela), Kahya 79', Auassar 46' ( Blondelle), Fleuren, Linssen 75', Leemans, Kantelberg, Soltani 69' ( Ofrany), Jans, Amrabat 6' RESERVEBANK: Wintjens, Reekers, Blondelle, Janssen, Oost |  |
| Stadion: Amsterdam ArenA, Amsterdam Toeschouwers: 49.126 Arbiter: Van Sichem |                                                                            |           |            | Stekelenburg, Ogăraru, Van der Wiel, Heitinga, Colin, Gabri 67' ( Delorge), Maduro, Emanuelson, Suárez 78' ( Schilder), Huntelaar , Luque 22' ( Rommedahl) RESERVEBANK: Gentenaar, Vertonghen, Donald, Urzaíz | Wintjens, Mampuya 34' ( Timisela), Kahya 79', Auassar 46' ( Blondelle), Fleuren, Linssen 75', Leemans, Kantelberg, Soltani 69' ( Ofrany), Jans, Amrabat 6' RESERVEBANK: Wintjens, Reekers, Blondelle, Janssen, Oost |  |
|                                                                              |                                                                            |           |            | | |  |

Speelronde 7:
| vrijdag 5 oktober 2007, 20:30                                          | VVV-Venlo   | 1-2 (0-1) | FC Utrecht                 | Opstelling VVV-Venlo | Opstelling FC Utrecht |  |
| Stadion: Stadion De Koel, Venlo Toeschouwers: 5.850 Arbiter: Braamhaar | Leemans 75' |           | 5' Nelisse 76' Vandenbergh | Begois, Timisela 82' ( Mampuya), Leemans 90', Blondelle 25', Fleuren, Kahya 84' ( Ofrany), Linssen 45', Kantelberg, Soltani, Jans 46' ( Oost), Amrabat RESERVEBANK: Wintjens, Reekers, Auassar, Janssen | Grandel, Van Buuren, Dickoh, Schut, Pieters 68' 84' ( Shew-Atjon), Caluwé 50' ( Kruys), Van Dijk, Somers, George, Nelisse 83', Sânmărtean 70' ( Vandenbergh) RESERVEBANK: De Ruiter, Broerse, Kopteff, Rossini |  |
| Stadion: Stadion De Koel, Venlo Toeschouwers: 5.850 Arbiter: Braamhaar |             |           |                            | Begois, Timisela 82' ( Mampuya), Leemans 90', Blondelle 25', Fleuren, Kahya 84' ( Ofrany), Linssen 45', Kantelberg, Soltani, Jans 46' ( Oost), Amrabat RESERVEBANK: Wintjens, Reekers, Auassar, Janssen | Grandel, Van Buuren, Dickoh, Schut, Pieters 68' 84' ( Shew-Atjon), Caluwé 50' ( Kruys), Van Dijk, Somers, George, Nelisse 83', Sânmărtean 70' ( Vandenbergh) RESERVEBANK: De Ruiter, Broerse, Kopteff, Rossini |  |
| Stadion: Stadion De Koel, Venlo Toeschouwers: 5.850 Arbiter: Braamhaar |             |           |                            | Begois, Timisela 82' ( Mampuya), Leemans 90', Blondelle 25', Fleuren, Kahya 84' ( Ofrany), Linssen 45', Kantelberg, Soltani, Jans 46' ( Oost), Amrabat RESERVEBANK: Wintjens, Reekers, Auassar, Janssen | Grandel, Van Buuren, Dickoh, Schut, Pieters 68' 84' ( Shew-Atjon), Caluwé 50' ( Kruys), Van Dijk, Somers, George, Nelisse 83', Sânmărtean 70' ( Vandenbergh) RESERVEBANK: De Ruiter, Broerse, Kopteff, Rossini |  |
|                                                                        |             |           |                            | | |  |

Speelronde 8:
| zaterdag 20 oktober 2007, 19:30                                            | PSV                                      | 3-1 (1-0) | VVV-Venlo       | Opstelling PSV | Opstelling VVV-Venlo |  |
| Stadion: Philips Stadion, Eindhoven Toeschouwers: 33.600 Arbiter: Liesveld | Bakkal 24' Koevermans 51' Koevermans 77' |           | 66' El Gaaouiri | Gomes, Kromkamp, Marcellis, Salcido 87', Zonneveld, Aissati 77' ( Van der Leegte), Simons, Bakkal, Lazović 64' ( Farfán), Koevermans, Pérez 64' ( Fagner) RESERVEBANK: Roorda, Addo, Alcides, Méndez | Wintjens, Mampuya, Verdellen, Blondelle 69' ( Auassar), Reekers 71', Fleuren, Ofrany, Leemans , Kahya 71' ( Oost), Soltani 62' ( El Gaaouiri), Amrabat 6' RESERVEBANK: Van Driel, Kantelberg, Jans, Janssen |  |
| Stadion: Philips Stadion, Eindhoven Toeschouwers: 33.600 Arbiter: Liesveld |                                          |           |                 | Gomes, Kromkamp, Marcellis, Salcido 87', Zonneveld, Aissati 77' ( Van der Leegte), Simons, Bakkal, Lazović 64' ( Farfán), Koevermans, Pérez 64' ( Fagner) RESERVEBANK: Roorda, Addo, Alcides, Méndez | Wintjens, Mampuya, Verdellen, Blondelle 69' ( Auassar), Reekers 71', Fleuren, Ofrany, Leemans , Kahya 71' ( Oost), Soltani 62' ( El Gaaouiri), Amrabat 6' RESERVEBANK: Van Driel, Kantelberg, Jans, Janssen |  |
| Stadion: Philips Stadion, Eindhoven Toeschouwers: 33.600 Arbiter: Liesveld |                                          |           |                 | Gomes, Kromkamp, Marcellis, Salcido 87', Zonneveld, Aissati 77' ( Van der Leegte), Simons, Bakkal, Lazović 64' ( Farfán), Koevermans, Pérez 64' ( Fagner) RESERVEBANK: Roorda, Addo, Alcides, Méndez | Wintjens, Mampuya, Verdellen, Blondelle 69' ( Auassar), Reekers 71', Fleuren, Ofrany, Leemans , Kahya 71' ( Oost), Soltani 62' ( El Gaaouiri), Amrabat 6' RESERVEBANK: Van Driel, Kantelberg, Jans, Janssen |  |
|                                                                            |                                          |           |                 | | |  |

Speelronde 9:
| zaterdag 27 oktober 2007, 19:30                                       | VVV-Venlo | 0-4 (0-2) | sc Heerenveen                                   | Opstelling VVV-Venlo | Opstelling sc Heerenveen |  |
| Stadion: Stadion De Koel, Venlo Toeschouwers: 5.930 Arbiter: Wegereef |           |           | 3' Bak Nielsen 11' Alves 70' Alves 85' Matusiak | Wintjens, Verdellen, Leemans 40' ( Blondelle), Reekers, Fleuren, Mampuya, Linssen , Kahya, El Gaaouiri, Amrabat, Soltani 61' ( Oost) RESERVEBANK: Begois, Auassar, Kantelberg, Timisela, Jans | Vandenbussche, Zuiverloon 24', Bak Nielsen, Dingsdag, Breuer, Bradley 64' ( Sulejmani), Roorda 70' ( Prager), Pranjić, Poulsen, Sibon 75' ( Matusiak), Alves 16' RESERVEBANK: Van Dijk, Drost, Johansen, Jong-A-Pin |  |
| Stadion: Stadion De Koel, Venlo Toeschouwers: 5.930 Arbiter: Wegereef |           |           |                                                 | Wintjens, Verdellen, Leemans 40' ( Blondelle), Reekers, Fleuren, Mampuya, Linssen , Kahya, El Gaaouiri, Amrabat, Soltani 61' ( Oost) RESERVEBANK: Begois, Auassar, Kantelberg, Timisela, Jans | Vandenbussche, Zuiverloon 24', Bak Nielsen, Dingsdag, Breuer, Bradley 64' ( Sulejmani), Roorda 70' ( Prager), Pranjić, Poulsen, Sibon 75' ( Matusiak), Alves 16' RESERVEBANK: Van Dijk, Drost, Johansen, Jong-A-Pin |  |
| Stadion: Stadion De Koel, Venlo Toeschouwers: 5.930 Arbiter: Wegereef |           |           |                                                 | Wintjens, Verdellen, Leemans 40' ( Blondelle), Reekers, Fleuren, Mampuya, Linssen , Kahya, El Gaaouiri, Amrabat, Soltani 61' ( Oost) RESERVEBANK: Begois, Auassar, Kantelberg, Timisela, Jans | Vandenbussche, Zuiverloon 24', Bak Nielsen, Dingsdag, Breuer, Bradley 64' ( Sulejmani), Roorda 70' ( Prager), Pranjić, Poulsen, Sibon 75' ( Matusiak), Alves 16' RESERVEBANK: Van Dijk, Drost, Johansen, Jong-A-Pin |  |
|                                                                       |           |           |                                                 | | |  |

Speelronde 10:
| vrijdag 2 november 2007, 20:30                                               | Willem II  | 1-2 (1-0) | VVV-Venlo             | Opstelling Willem II | Opstelling VVV-Venlo |  |
| Stadion: Willem II Stadion, Tilburg Toeschouwers: 12.110 Arbiter: Van Hulten | Kargbo 10' |           | 73' Auassar 83' Kahya | Vermeer, Janse 87' ( Vorthoren), Swinkels 38' ( Wau), Hill, Van der Struijk, Nieuwendaal, Kargbo, Boutahar, Bobson 78' ( Poepon), Demouge, Cristiano RESERVEBANK: Sengier, Mathijssen, Messoudi, Wilmet | Wintjens, Mampuya, Leemans 35' ( Kahya 90'), Reekers, Verdellen, Linssen 82', Kantelberg 57' ( Soltani), Fleuren, El Gaaouiri 63' ( Auassar), Jans, Amrabat RESERVEBANK: Begois, Blondelle, Timisela, Calabro |  |
| Stadion: Willem II Stadion, Tilburg Toeschouwers: 12.110 Arbiter: Van Hulten |            |           |                       | Vermeer, Janse 87' ( Vorthoren), Swinkels 38' ( Wau), Hill, Van der Struijk, Nieuwendaal, Kargbo, Boutahar, Bobson 78' ( Poepon), Demouge, Cristiano RESERVEBANK: Sengier, Mathijssen, Messoudi, Wilmet | Wintjens, Mampuya, Leemans 35' ( Kahya 90'), Reekers, Verdellen, Linssen 82', Kantelberg 57' ( Soltani), Fleuren, El Gaaouiri 63' ( Auassar), Jans, Amrabat RESERVEBANK: Begois, Blondelle, Timisela, Calabro |  |
| Stadion: Willem II Stadion, Tilburg Toeschouwers: 12.110 Arbiter: Van Hulten |            |           |                       | Vermeer, Janse 87' ( Vorthoren), Swinkels 38' ( Wau), Hill, Van der Struijk, Nieuwendaal, Kargbo, Boutahar, Bobson 78' ( Poepon), Demouge, Cristiano RESERVEBANK: Sengier, Mathijssen, Messoudi, Wilmet | Wintjens, Mampuya, Leemans 35' ( Kahya 90'), Reekers, Verdellen, Linssen 82', Kantelberg 57' ( Soltani), Fleuren, El Gaaouiri 63' ( Auassar), Jans, Amrabat RESERVEBANK: Begois, Blondelle, Timisela, Calabro |  |
|                                                                              |            |           |                       | | |  |

Speelronde 11:
| zaterdag 10 november 2007, 19:30                                  | VVV-Venlo            | 2-0 (0-0) | Sparta | Opstelling VVV-Venlo | Opstelling Sparta |  |
| Stadion: Stadion De Koel, Venlo Toeschouwers: 5.842 Arbiter: Vink | Oost 59' Amrabat 88' |           |        | Wintjens, Mampuya, Verdellen, Reekers 47' 69' ( Leemans), Fleuren, Linssen , Kahya, Auassar 83' ( Blondelle), El Gaaouiri 40', 67', Oost 78' ( Soltani), Amrabat RESERVEBANK: Begois, Kantelberg, Timisela, Jans | Westerveld, De Roover 73' ( John, Gudde 33', Promes, Polak, Kaita, Slot 81' ( Toet 90'), Lindenbergh 60', Dissels, Roberts 46' ( Rose), Boukhari RESERVEBANK: Varkevisser, Moreno Freire, Rutjes, Emnes |  |
| Stadion: Stadion De Koel, Venlo Toeschouwers: 5.842 Arbiter: Vink |                      |           |        | Wintjens, Mampuya, Verdellen, Reekers 47' 69' ( Leemans), Fleuren, Linssen , Kahya, Auassar 83' ( Blondelle), El Gaaouiri 40', 67', Oost 78' ( Soltani), Amrabat RESERVEBANK: Begois, Kantelberg, Timisela, Jans | Westerveld, De Roover 73' ( John, Gudde 33', Promes, Polak, Kaita, Slot 81' ( Toet 90'), Lindenbergh 60', Dissels, Roberts 46' ( Rose), Boukhari RESERVEBANK: Varkevisser, Moreno Freire, Rutjes, Emnes |  |
| Stadion: Stadion De Koel, Venlo Toeschouwers: 5.842 Arbiter: Vink |                      |           |        | Wintjens, Mampuya, Verdellen, Reekers 47' 69' ( Leemans), Fleuren, Linssen , Kahya, Auassar 83' ( Blondelle), El Gaaouiri 40', 67', Oost 78' ( Soltani), Amrabat RESERVEBANK: Begois, Kantelberg, Timisela, Jans | Westerveld, De Roover 73' ( John, Gudde 33', Promes, Polak, Kaita, Slot 81' ( Toet 90'), Lindenbergh 60', Dissels, Roberts 46' ( Rose), Boukhari RESERVEBANK: Varkevisser, Moreno Freire, Rutjes, Emnes |  |
|                                                                   |                      |           |        | | |  |

Speelronde 12:
| zaterdag 24 november 2007, 20:00                                       | Heracles Almelo | 0-0 (0-0) | VVV-Venlo | Opstelling Heracles Almelo | Opstelling VVV-Venlo |  |
| Stadion: Polman Stadion, Almelo Toeschouwers: 8.420 Arbiter: Haverkort |                 |           |           | Pieckenhagen, Quansah 11', Ouédraogo, Bosnar, De Vries 47', Van den Bergh, Wuytens, Looms, Bridji 57' ( Lakić 74'), Everton 46' ( Gluščević), Klavan 72' ( Michalke) RESERVEBANK: Pasveer, Smit, Daelemans | Wintjens, Mampuya, Verdellen, Reekers, Blondelle, Kahya, Linssen 82' ( Leemans), Auassar 71', Ofrany 13', 79', Oost 67' ( Soltani), Amrabat 90' ( Jans) RESERVEBANK: Begois, Janssen, De Regt, Calabro |  |
| Stadion: Polman Stadion, Almelo Toeschouwers: 8.420 Arbiter: Haverkort |                 |           |           | Pieckenhagen, Quansah 11', Ouédraogo, Bosnar, De Vries 47', Van den Bergh, Wuytens, Looms, Bridji 57' ( Lakić 74'), Everton 46' ( Gluščević), Klavan 72' ( Michalke) RESERVEBANK: Pasveer, Smit, Daelemans | Wintjens, Mampuya, Verdellen, Reekers, Blondelle, Kahya, Linssen 82' ( Leemans), Auassar 71', Ofrany 13', 79', Oost 67' ( Soltani), Amrabat 90' ( Jans) RESERVEBANK: Begois, Janssen, De Regt, Calabro |  |
| Stadion: Polman Stadion, Almelo Toeschouwers: 8.420 Arbiter: Haverkort |                 |           |           | Pieckenhagen, Quansah 11', Ouédraogo, Bosnar, De Vries 47', Van den Bergh, Wuytens, Looms, Bridji 57' ( Lakić 74'), Everton 46' ( Gluščević), Klavan 72' ( Michalke) RESERVEBANK: Pasveer, Smit, Daelemans | Wintjens, Mampuya, Verdellen, Reekers, Blondelle, Kahya, Linssen 82' ( Leemans), Auassar 71', Ofrany 13', 79', Oost 67' ( Soltani), Amrabat 90' ( Jans) RESERVEBANK: Begois, Janssen, De Regt, Calabro |  |
|                                                                        |                 |           |           | | |  |

Speelronde 13:
| zaterdag 1 december 2007, 19:30                                    | FC Groningen | 1-0 (0-0) | VVV-Venlo | Opstelling FC Groningen | Opstelling VVV-Venlo |  |
| Stadion: Euroborg, Groningen Toeschouwers: 19.463 Arbiter: Nijhuis | Berg 52'     |           |           | Van Loo, Silva, Sankoh, Kruiswijk, Stenman, Van de Laak, Lindgren, Lovre 78' ( Fledderus), Levchenko, Berg, Nevland RESERVEBANK: Koopmans, Švejdík, Metaj, Meerdink, Nijland, Matavž | Wintjens, Mampuya, Verdellen, Reekers, Fleuren, Kahya 84', Linssen , Auassar 63' ( Leemans), El Gaaouiri 60' ( Soltani), Oost 83' ( Jans), Amrabat RESERVEBANK: Van Driel, Blondelle, De Regt, Calabro |  |
| Stadion: Euroborg, Groningen Toeschouwers: 19.463 Arbiter: Nijhuis |              |           |           | Van Loo, Silva, Sankoh, Kruiswijk, Stenman, Van de Laak, Lindgren, Lovre 78' ( Fledderus), Levchenko, Berg, Nevland RESERVEBANK: Koopmans, Švejdík, Metaj, Meerdink, Nijland, Matavž | Wintjens, Mampuya, Verdellen, Reekers, Fleuren, Kahya 84', Linssen , Auassar 63' ( Leemans), El Gaaouiri 60' ( Soltani), Oost 83' ( Jans), Amrabat RESERVEBANK: Van Driel, Blondelle, De Regt, Calabro |  |
| Stadion: Euroborg, Groningen Toeschouwers: 19.463 Arbiter: Nijhuis |              |           |           | Van Loo, Silva, Sankoh, Kruiswijk, Stenman, Van de Laak, Lindgren, Lovre 78' ( Fledderus), Levchenko, Berg, Nevland RESERVEBANK: Koopmans, Švejdík, Metaj, Meerdink, Nijland, Matavž | Wintjens, Mampuya, Verdellen, Reekers, Fleuren, Kahya 84', Linssen , Auassar 63' ( Leemans), El Gaaouiri 60' ( Soltani), Oost 83' ( Jans), Amrabat RESERVEBANK: Van Driel, Blondelle, De Regt, Calabro |  |
|                                                                    |              |           |           | | |  |

Speelronde 14:
| zondag 9 december 2007, 12:30                                     | VVV-Venlo | 0-0 (0-0) | Feyenoord | Opstelling VVV-Venlo | Opstelling Feyenoord |  |
| Stadion: Stadion De Koel, Venlo Toeschouwers: 6.000 Arbiter: Blom |           |           |           | Wintjens, Mampuya, Verdellen, Reekers, Fleuren 25', Linssen , Kahya, Auassar 75' ( Leemans), Ofrany 69' ( El Gaaouiri), Oost 69' ( Soltani), Amrabat RESERVEBANK: Van Driel, Blondelle, De Regt, Calabro | Timmer, Lucius, Bahia 58', Hofland, De Cler, Şahin 46' 56' ( Fer), De Guzmán, Van Bronckhorst 41', Şlory, Makaay, Wijnaldum 86' ( Mols) RESERVEBANK: Mulder, Greene, J. Buijs, D. Buijs, Biseswar |  |
| Stadion: Stadion De Koel, Venlo Toeschouwers: 6.000 Arbiter: Blom |           |           |           | Wintjens, Mampuya, Verdellen, Reekers, Fleuren 25', Linssen , Kahya, Auassar 75' ( Leemans), Ofrany 69' ( El Gaaouiri), Oost 69' ( Soltani), Amrabat RESERVEBANK: Van Driel, Blondelle, De Regt, Calabro | Timmer, Lucius, Bahia 58', Hofland, De Cler, Şahin 46' 56' ( Fer), De Guzmán, Van Bronckhorst 41', Şlory, Makaay, Wijnaldum 86' ( Mols) RESERVEBANK: Mulder, Greene, J. Buijs, D. Buijs, Biseswar |  |
| Stadion: Stadion De Koel, Venlo Toeschouwers: 6.000 Arbiter: Blom |           |           |           | Wintjens, Mampuya, Verdellen, Reekers, Fleuren 25', Linssen , Kahya, Auassar 75' ( Leemans), Ofrany 69' ( El Gaaouiri), Oost 69' ( Soltani), Amrabat RESERVEBANK: Van Driel, Blondelle, De Regt, Calabro | Timmer, Lucius, Bahia 58', Hofland, De Cler, Şahin 46' 56' ( Fer), De Guzmán, Van Bronckhorst 41', Şlory, Makaay, Wijnaldum 86' ( Mols) RESERVEBANK: Mulder, Greene, J. Buijs, D. Buijs, Biseswar |  |
|                                                                   |           |           |           | | |  |

Speelronde 15:
| zaterdag 15 december 2007, 19:30                                     | FC Twente        | 1-1 (1-1) | VVV-Venlo   | Opstelling FC Twente | Opstelling VVV-Venlo |  |
| Stadion: Arke Stadion, Enschede Toeschouwers: 13.250 Arbiter: Bossen | (pen.) Nkufo 17' |           | 13' Amrabat | Boschker, Wilkshire, Wielaert 39', 90', Braafheid, Heubach 76' ( Zomer), El Ahmadi, Engelaar, Huysegems 57' ( Hersi), Denneboom, Nkufo, Elia 76' ( Arnautović) RESERVEBANK: Paauwe, Douglas, Schreuder, Brama, Hersi | Wintjens, De Regt, Verdellen, Reekers, Fleuren, Kahya 40', Linssen 25', Auassar, Amrabat, Oost 79' ( Calabro), Ofrany 33' 70' ( Soltani 90') RESERVEBANK: Begois, Leemans, Blondelle, Kantelberg, El Gaaouiri |  |
| Stadion: Arke Stadion, Enschede Toeschouwers: 13.250 Arbiter: Bossen |                  |           |             | Boschker, Wilkshire, Wielaert 39', 90', Braafheid, Heubach 76' ( Zomer), El Ahmadi, Engelaar, Huysegems 57' ( Hersi), Denneboom, Nkufo, Elia 76' ( Arnautović) RESERVEBANK: Paauwe, Douglas, Schreuder, Brama, Hersi | Wintjens, De Regt, Verdellen, Reekers, Fleuren, Kahya 40', Linssen 25', Auassar, Amrabat, Oost 79' ( Calabro), Ofrany 33' 70' ( Soltani 90') RESERVEBANK: Begois, Leemans, Blondelle, Kantelberg, El Gaaouiri |  |
| Stadion: Arke Stadion, Enschede Toeschouwers: 13.250 Arbiter: Bossen |                  |           |             | Boschker, Wilkshire, Wielaert 39', 90', Braafheid, Heubach 76' ( Zomer), El Ahmadi, Engelaar, Huysegems 57' ( Hersi), Denneboom, Nkufo, Elia 76' ( Arnautović) RESERVEBANK: Paauwe, Douglas, Schreuder, Brama, Hersi | Wintjens, De Regt, Verdellen, Reekers, Fleuren, Kahya 40', Linssen 25', Auassar, Amrabat, Oost 79' ( Calabro), Ofrany 33' 70' ( Soltani 90') RESERVEBANK: Begois, Leemans, Blondelle, Kantelberg, El Gaaouiri |  |
|                                                                      |                  |           |             | | |  |

Speelronde 16:
| zondag 23 december 2007, 12:30                                   | VVV-Venlo               | 2-0 (0-0) | Vitesse | Opstelling VVV-Venlo | Opstelling Vitesse |  |
| Stadion: Stadion De Koel, Venlo Toeschouwers: 5.806 Arbiter: Jol | Amrabat 53' Amrabat 67' |           |         | Wintjens, Mampuya, Reekers, Blondelle, Fleuren, Kantelberg, Leemans , Auassar, Ofrany 69' ( Soltani), Oost 82' ( El Gaaouiri), Amrabat 89' ( Calabro) RESERVEBANK: Begois, De Regt, Timisela, Jans | Velthuizen, Verhaegh, Espinoza 75' ( Lorca), Sprockel, Megrelishvili, Swerts, Sansoni 58' ( Gommans), Takak 58' ( Janssen), Van der Schaaf, Kolk, Junker RESERVEBANK: Rabóczki, Kaya, Yu Hai, Van Diermen |  |
| Stadion: Stadion De Koel, Venlo Toeschouwers: 5.806 Arbiter: Jol |                         |           |         | Wintjens, Mampuya, Reekers, Blondelle, Fleuren, Kantelberg, Leemans , Auassar, Ofrany 69' ( Soltani), Oost 82' ( El Gaaouiri), Amrabat 89' ( Calabro) RESERVEBANK: Begois, De Regt, Timisela, Jans | Velthuizen, Verhaegh, Espinoza 75' ( Lorca), Sprockel, Megrelishvili, Swerts, Sansoni 58' ( Gommans), Takak 58' ( Janssen), Van der Schaaf, Kolk, Junker RESERVEBANK: Rabóczki, Kaya, Yu Hai, Van Diermen |  |
| Stadion: Stadion De Koel, Venlo Toeschouwers: 5.806 Arbiter: Jol |                         |           |         | Wintjens, Mampuya, Reekers, Blondelle, Fleuren, Kantelberg, Leemans , Auassar, Ofrany 69' ( Soltani), Oost 82' ( El Gaaouiri), Amrabat 89' ( Calabro) RESERVEBANK: Begois, De Regt, Timisela, Jans | Velthuizen, Verhaegh, Espinoza 75' ( Lorca), Sprockel, Megrelishvili, Swerts, Sansoni 58' ( Gommans), Takak 58' ( Janssen), Van der Schaaf, Kolk, Junker RESERVEBANK: Rabóczki, Kaya, Yu Hai, Van Diermen |  |
|                                                                  |                         |           |         | | |  |

Speelronde 17:
| woensdag 26 december 2007, 12:30                                               | N.E.C.                  | 2-2 (1-0) | VVV-Venlo                  | Opstelling N.E.C. | Opstelling VVV-Venlo |  |
| Stadion: Stadion De Goffert, Nijmegen Toeschouwers: 12.300 Arbiter: Van Meenen | Janssen 12' Janssen 55' |           | 70' Kantelberg 82' Calabro | Babos, Nalbantoğlu, Olsson 65', Wisgerhof, El Akchaoui, Kivuvu 87' ( Van Beukering), Holman 72' ( Van Brakel), Davids, Lens 81' ( Worm), Janssen, Ntibazonkiza RESERVEBANK: Baart, Verweij, Fachtali, Prent | Wintjens, Mampuya, Verdellen 53' 75' ( Calabro 83'), Reekers, Fleuren, Kahya, Linssen , Auassar 28' 68' ( Kantelberg), Amrabat 30', Oost, Ofrany 63' ( El Gaaouiri) RESERVEBANK: Begois, Leemans, Blondelle, Soltani |  |
| Stadion: Stadion De Goffert, Nijmegen Toeschouwers: 12.300 Arbiter: Van Meenen |                         |           |                            | Babos, Nalbantoğlu, Olsson 65', Wisgerhof, El Akchaoui, Kivuvu 87' ( Van Beukering), Holman 72' ( Van Brakel), Davids, Lens 81' ( Worm), Janssen, Ntibazonkiza RESERVEBANK: Baart, Verweij, Fachtali, Prent | Wintjens, Mampuya, Verdellen 53' 75' ( Calabro 83'), Reekers, Fleuren, Kahya, Linssen , Auassar 28' 68' ( Kantelberg), Amrabat 30', Oost, Ofrany 63' ( El Gaaouiri) RESERVEBANK: Begois, Leemans, Blondelle, Soltani |  |
| Stadion: Stadion De Goffert, Nijmegen Toeschouwers: 12.300 Arbiter: Van Meenen |                         |           |                            | Babos, Nalbantoğlu, Olsson 65', Wisgerhof, El Akchaoui, Kivuvu 87' ( Van Beukering), Holman 72' ( Van Brakel), Davids, Lens 81' ( Worm), Janssen, Ntibazonkiza RESERVEBANK: Baart, Verweij, Fachtali, Prent | Wintjens, Mampuya, Verdellen 53' 75' ( Calabro 83'), Reekers, Fleuren, Kahya, Linssen , Auassar 28' 68' ( Kantelberg), Amrabat 30', Oost, Ofrany 63' ( El Gaaouiri) RESERVEBANK: Begois, Leemans, Blondelle, Soltani |  |
|                                                                                |                         |           |                            | | |  |

Speelronde 18:
| zondag 30 december 2007, 12:30                                       | VVV-Venlo              | 2-2 (0-1) | Ajax                     | Opstelling VVV-Venlo | Opstelling Ajax |  |
| Stadion: Stadion De Koel, Venlo Toeschouwers: 6.000 Arbiter: Kuipers | Ofrany 57' Calabro 88' |           | 37' Suárez 77' Huntelaar | Wintjens, Mampuya, Verdellen 82' ( Kantelberg), Reekers, Fleuren, Blondelle, Linssen , Auassar 82' ( Calabro 89'), Ofrany 74' ( El Gaaouiri), Oost, Amrabat RESERVEBANK: Begois, Blondelle, Timisela, Soltani | Stekelenburg, Ogăraru 74', 86', Heitinga, Vertonghen, Emanuelson, Bakırcıoğlu 32' ( Maduro), Gabri 45', De Jong, Suárez, Huntelaar 48' 88' ( Colin), Rommedahl 62' ( Luque) RESERVEBANK: Gentenaar, Donald, Schilder, Urzaíz |  |
| Stadion: Stadion De Koel, Venlo Toeschouwers: 6.000 Arbiter: Kuipers |                        |           |                          | Wintjens, Mampuya, Verdellen 82' ( Kantelberg), Reekers, Fleuren, Blondelle, Linssen , Auassar 82' ( Calabro 89'), Ofrany 74' ( El Gaaouiri), Oost, Amrabat RESERVEBANK: Begois, Blondelle, Timisela, Soltani | Stekelenburg, Ogăraru 74', 86', Heitinga, Vertonghen, Emanuelson, Bakırcıoğlu 32' ( Maduro), Gabri 45', De Jong, Suárez, Huntelaar 48' 88' ( Colin), Rommedahl 62' ( Luque) RESERVEBANK: Gentenaar, Donald, Schilder, Urzaíz |  |
| Stadion: Stadion De Koel, Venlo Toeschouwers: 6.000 Arbiter: Kuipers |                        |           |                          | Wintjens, Mampuya, Verdellen 82' ( Kantelberg), Reekers, Fleuren, Blondelle, Linssen , Auassar 82' ( Calabro 89'), Ofrany 74' ( El Gaaouiri), Oost, Amrabat RESERVEBANK: Begois, Blondelle, Timisela, Soltani | Stekelenburg, Ogăraru 74', 86', Heitinga, Vertonghen, Emanuelson, Bakırcıoğlu 32' ( Maduro), Gabri 45', De Jong, Suárez, Huntelaar 48' 88' ( Colin), Rommedahl 62' ( Luque) RESERVEBANK: Gentenaar, Donald, Schilder, Urzaíz |  |
|                                                                      |                        |           |                          | | |  |

Speelronde 19:
| zaterdag 12 januari 2008, 19:30                                              | NAC Breda | 0-0 (0-0) | VVV-Venlo | Opstelling NAC Breda | Opstelling VVV-Venlo |  |
| Stadion: Rat Verlegh Stadion, Breda Toeschouwers: 15.250 Arbiter: Van Egmond |           |           |           | Ten Rouwelaar, Elshot, Penders 63', Zwaanswijk, Mtiliga, Stam, Gilissen 60' 76' ( Molhoek), Fehér 46' ( Idabdelhay), Ammi, Lurling, Kolkka 70' ( Veenstra) RESERVEBANK: Van Wegen, Loran, Gorter, Franca | Wintjens, Mampuya, Verdellen, Reekers, Fleuren, Kahya, Linssen , Auassar 69' ( Jungschläger), El Gaaouiri 55', Amrabat, Ofrany 65' ( Calabro) RESERVEBANK: Begois, Blondelle, De Regt, Kantelberg, Jans |  |
| Stadion: Rat Verlegh Stadion, Breda Toeschouwers: 15.250 Arbiter: Van Egmond |           |           |           | Ten Rouwelaar, Elshot, Penders 63', Zwaanswijk, Mtiliga, Stam, Gilissen 60' 76' ( Molhoek), Fehér 46' ( Idabdelhay), Ammi, Lurling, Kolkka 70' ( Veenstra) RESERVEBANK: Van Wegen, Loran, Gorter, Franca | Wintjens, Mampuya, Verdellen, Reekers, Fleuren, Kahya, Linssen , Auassar 69' ( Jungschläger), El Gaaouiri 55', Amrabat, Ofrany 65' ( Calabro) RESERVEBANK: Begois, Blondelle, De Regt, Kantelberg, Jans |  |
| Stadion: Rat Verlegh Stadion, Breda Toeschouwers: 15.250 Arbiter: Van Egmond |           |           |           | Ten Rouwelaar, Elshot, Penders 63', Zwaanswijk, Mtiliga, Stam, Gilissen 60' 76' ( Molhoek), Fehér 46' ( Idabdelhay), Ammi, Lurling, Kolkka 70' ( Veenstra) RESERVEBANK: Van Wegen, Loran, Gorter, Franca | Wintjens, Mampuya, Verdellen, Reekers, Fleuren, Kahya, Linssen , Auassar 69' ( Jungschläger), El Gaaouiri 55', Amrabat, Ofrany 65' ( Calabro) RESERVEBANK: Begois, Blondelle, De Regt, Kantelberg, Jans |  |
|                                                                              |           |           |           | | |  |

Speelronde 20:
| zondag 20 januari 2008, 12:30                                           | VVV-Venlo | 1-1 (1-1) | PSV           | Opstelling VVV-Venlo | Opstelling PSV |  |
| Stadion: Stadion De Koel, Venlo Toeschouwers: 6.000 Arbiter: Van Hulten | Ofrany 2' |           | 12' Dzsudzsák | Wintjens, Mampuya, Verdellen, Reekers 22', 32', Fleuren, Kahya, Linssen 27', Auassar, Amrabat 87' ( El Gaaouiri), Oost 46' ( Honda), Ofrany 73' ( Soltani) RESERVEBANK: Van Driel, Blondelle, Timisela, Calabro | Gomes, Kromkamp, Marcellis, Salcido, Alcides 77' ( Zonneveld), Afellay, Simons, Bakkal, Farfán, Lazović 73' ( Koevermans), Dzsudzsák RESERVEBANK: Roorda, Aissati, Rajković, Méndez, Čulina |  |
| Stadion: Stadion De Koel, Venlo Toeschouwers: 6.000 Arbiter: Van Hulten |           |           |               | Wintjens, Mampuya, Verdellen, Reekers 22', 32', Fleuren, Kahya, Linssen 27', Auassar, Amrabat 87' ( El Gaaouiri), Oost 46' ( Honda), Ofrany 73' ( Soltani) RESERVEBANK: Van Driel, Blondelle, Timisela, Calabro | Gomes, Kromkamp, Marcellis, Salcido, Alcides 77' ( Zonneveld), Afellay, Simons, Bakkal, Farfán, Lazović 73' ( Koevermans), Dzsudzsák RESERVEBANK: Roorda, Aissati, Rajković, Méndez, Čulina |  |
| Stadion: Stadion De Koel, Venlo Toeschouwers: 6.000 Arbiter: Van Hulten |           |           |               | Wintjens, Mampuya, Verdellen, Reekers 22', 32', Fleuren, Kahya, Linssen 27', Auassar, Amrabat 87' ( El Gaaouiri), Oost 46' ( Honda), Ofrany 73' ( Soltani) RESERVEBANK: Van Driel, Blondelle, Timisela, Calabro | Gomes, Kromkamp, Marcellis, Salcido, Alcides 77' ( Zonneveld), Afellay, Simons, Bakkal, Farfán, Lazović 73' ( Koevermans), Dzsudzsák RESERVEBANK: Roorda, Aissati, Rajković, Méndez, Čulina |  |
|                                                                         |           |           |               | | |  |

Speelronde 21:
| woensdag 23 januari 2008, 20:00                                                  | sc Heerenveen                                               | 5-1 (3-0) | VVV-Venlo   | Opstelling sc Heerenveen | Opstelling VVV-Venlo |  |
| Stadion: Abe Lenstra Stadion, Heerenveen Toeschouwers: 25.300 Arbiter: Haverkort | Bradley 23' Sulejmani 28' Poulsen 39' Sibon 60' Pranjić 89' |           | 81' Calabro | Van Dijk, Zuiverloon, Drost 69' ( Jong-A-Pin), Dingsdag 19', Breuer, Poulsen, Bradley 63' ( Beerens), Roorda 17' 74' ( Prager), Pranjić, Sibon, Sulejmani RESERVEBANK: Vandenbussche, Johansen, Loohuis, Paulo Henrique | Wintjens, Mampuya, Verdellen 18', Kahya, Fleuren 38', Linssen , Honda, Auassar, Ofrany 74' ( Calabro), Oost 77' ( El Gaaouiri 88'), Amrabat 77' ( Soltani) RESERVEBANK: Van Driel, Blondelle, Kantelberg, Timisela |  |
| Stadion: Abe Lenstra Stadion, Heerenveen Toeschouwers: 25.300 Arbiter: Haverkort |                                                             |           |             | Van Dijk, Zuiverloon, Drost 69' ( Jong-A-Pin), Dingsdag 19', Breuer, Poulsen, Bradley 63' ( Beerens), Roorda 17' 74' ( Prager), Pranjić, Sibon, Sulejmani RESERVEBANK: Vandenbussche, Johansen, Loohuis, Paulo Henrique | Wintjens, Mampuya, Verdellen 18', Kahya, Fleuren 38', Linssen , Honda, Auassar, Ofrany 74' ( Calabro), Oost 77' ( El Gaaouiri 88'), Amrabat 77' ( Soltani) RESERVEBANK: Van Driel, Blondelle, Kantelberg, Timisela |  |
| Stadion: Abe Lenstra Stadion, Heerenveen Toeschouwers: 25.300 Arbiter: Haverkort |                                                             |           |             | Van Dijk, Zuiverloon, Drost 69' ( Jong-A-Pin), Dingsdag 19', Breuer, Poulsen, Bradley 63' ( Beerens), Roorda 17' 74' ( Prager), Pranjić, Sibon, Sulejmani RESERVEBANK: Vandenbussche, Johansen, Loohuis, Paulo Henrique | Wintjens, Mampuya, Verdellen 18', Kahya, Fleuren 38', Linssen , Honda, Auassar, Ofrany 74' ( Calabro), Oost 77' ( El Gaaouiri 88'), Amrabat 77' ( Soltani) RESERVEBANK: Van Driel, Blondelle, Kantelberg, Timisela |  |
|                                                                                  |                                                             |           |             | | |  |

Speelronde 22:
| zondag 27 januari 2008, 12:30                                     | VVV-Venlo | 0-5 (0-3) | Heracles Almelo                                                | Opstelling VVV-Venlo | Opstelling Heracles Almelo |  |
| Stadion: Stadion De Koel, Venlo Toeschouwers: 5.862 Arbiter: Vink |           |           | 11' Looms 33' Gonzalo García 42' Lakić 50' Lakić 83' Gluščević | Wintjens, Mampuya, Verdellen, Reekers, Fleuren, Kahya, Linssen , Auassar 46' ( Honda), Ofrany 26' 46' ( Soltani), Oost, Amrabat 67' ( Calabro) RESERVEBANK: Begois, Blondelle, De Regt, El Gaaouiri | Pieckenhagen, Boakye 22', Ouédraogo 67' ( Klavan), Wuytens 63' ( Smit), Looms, Christensen 69', Maas, Quansah, Michalke, Lakić 81' ( Gluščević), Gonzalo García RESERVEBANK: Pasveer, Gökkaya, Breukers, Van den Bergh |  |
| Stadion: Stadion De Koel, Venlo Toeschouwers: 5.862 Arbiter: Vink |           |           |                                                                | Wintjens, Mampuya, Verdellen, Reekers, Fleuren, Kahya, Linssen , Auassar 46' ( Honda), Ofrany 26' 46' ( Soltani), Oost, Amrabat 67' ( Calabro) RESERVEBANK: Begois, Blondelle, De Regt, El Gaaouiri | Pieckenhagen, Boakye 22', Ouédraogo 67' ( Klavan), Wuytens 63' ( Smit), Looms, Christensen 69', Maas, Quansah, Michalke, Lakić 81' ( Gluščević), Gonzalo García RESERVEBANK: Pasveer, Gökkaya, Breukers, Van den Bergh |  |
| Stadion: Stadion De Koel, Venlo Toeschouwers: 5.862 Arbiter: Vink |           |           |                                                                | Wintjens, Mampuya, Verdellen, Reekers, Fleuren, Kahya, Linssen , Auassar 46' ( Honda), Ofrany 26' 46' ( Soltani), Oost, Amrabat 67' ( Calabro) RESERVEBANK: Begois, Blondelle, De Regt, El Gaaouiri | Pieckenhagen, Boakye 22', Ouédraogo 67' ( Klavan), Wuytens 63' ( Smit), Looms, Christensen 69', Maas, Quansah, Michalke, Lakić 81' ( Gluščević), Gonzalo García RESERVEBANK: Pasveer, Gökkaya, Breukers, Van den Bergh |  |
|                                                                   |           |           |                                                                | | |  |

Speelronde 23:
| zondag 3 februari 2008, 14:30                                     | Sparta              | 2-0 (1-0) | VVV-Venlo | Opstelling Sparta | Opstelling VVV-Venlo |  |
| Stadion: Het Kasteel, Rotterdam Toeschouwers: 10.208 Arbiter: Jol | Promes 45' Rose 49' |           |           | Westerveld, Tiendalli, Schenkel, Promes, Jaggy, Moreno Freire, Slot 85' ( Duplan), Lindenbergh 57' ( Rutjes), Dissels, Rose, Boukhari 78' ( Polak) RESERVEBANK: Wapenaar, Adeleye, Roberts, Emnes | Wintjens, Mampuya, Verdellen, Reekers, Fleuren, Linssen , Honda, Kahya 61' ( Calabro), Amrabat 61' ( Kantelberg), Oost, Ofrany 61' ( El Gaaouiri) RESERVEBANK: Begois, Auassar, De Regt, Soltani |  |
| Stadion: Het Kasteel, Rotterdam Toeschouwers: 10.208 Arbiter: Jol |                     |           |           | Westerveld, Tiendalli, Schenkel, Promes, Jaggy, Moreno Freire, Slot 85' ( Duplan), Lindenbergh 57' ( Rutjes), Dissels, Rose, Boukhari 78' ( Polak) RESERVEBANK: Wapenaar, Adeleye, Roberts, Emnes | Wintjens, Mampuya, Verdellen, Reekers, Fleuren, Linssen , Honda, Kahya 61' ( Calabro), Amrabat 61' ( Kantelberg), Oost, Ofrany 61' ( El Gaaouiri) RESERVEBANK: Begois, Auassar, De Regt, Soltani |  |
| Stadion: Het Kasteel, Rotterdam Toeschouwers: 10.208 Arbiter: Jol |                     |           |           | Westerveld, Tiendalli, Schenkel, Promes, Jaggy, Moreno Freire, Slot 85' ( Duplan), Lindenbergh 57' ( Rutjes), Dissels, Rose, Boukhari 78' ( Polak) RESERVEBANK: Wapenaar, Adeleye, Roberts, Emnes | Wintjens, Mampuya, Verdellen, Reekers, Fleuren, Linssen , Honda, Kahya 61' ( Calabro), Amrabat 61' ( Kantelberg), Oost, Ofrany 61' ( El Gaaouiri) RESERVEBANK: Begois, Auassar, De Regt, Soltani |  |
|                                                                   |                     |           |           | | |  |

Speelronde 24:
| zondag 10 februari 2008, 12:30                                         | VVV-Venlo   | 1-1 (1-0) | Willem II     | Opstelling VVV-Venlo | Opstelling Willem II |  |
| Stadion: Stadion De Koel, Venlo Toeschouwers: 5.860 Arbiter: Braamhaar | Reekers 45' |           | 76' Cristiano | Wintjens, Mampuya, Verdellen, Reekers, Fleuren, Kahya, Linssen , Honda 26' 81' ( Kantelberg), Oost 66' ( Ofrany), Calabro, Amrabat 78' ( Soltani) RESERVEBANK: Begois, Leemans, Blondelle, Timisela | Aerts, Janse, Swinkels 52', Bælum, Van der Struijk, Messoudi 63' ( Vorthoren), Kargbo 19', Boutahar, Grégoire 75' ( Cristiano), Poepon 63' ( Douglas), Mourad RESERVEBANK: Vermeer, Hill, Mathijssen, Zijler |  |
| Stadion: Stadion De Koel, Venlo Toeschouwers: 5.860 Arbiter: Braamhaar |             |           |               | Wintjens, Mampuya, Verdellen, Reekers, Fleuren, Kahya, Linssen , Honda 26' 81' ( Kantelberg), Oost 66' ( Ofrany), Calabro, Amrabat 78' ( Soltani) RESERVEBANK: Begois, Leemans, Blondelle, Timisela | Aerts, Janse, Swinkels 52', Bælum, Van der Struijk, Messoudi 63' ( Vorthoren), Kargbo 19', Boutahar, Grégoire 75' ( Cristiano), Poepon 63' ( Douglas), Mourad RESERVEBANK: Vermeer, Hill, Mathijssen, Zijler |  |
| Stadion: Stadion De Koel, Venlo Toeschouwers: 5.860 Arbiter: Braamhaar |             |           |               | Wintjens, Mampuya, Verdellen, Reekers, Fleuren, Kahya, Linssen , Honda 26' 81' ( Kantelberg), Oost 66' ( Ofrany), Calabro, Amrabat 78' ( Soltani) RESERVEBANK: Begois, Leemans, Blondelle, Timisela | Aerts, Janse, Swinkels 52', Bælum, Van der Struijk, Messoudi 63' ( Vorthoren), Kargbo 19', Boutahar, Grégoire 75' ( Cristiano), Poepon 63' ( Douglas), Mourad RESERVEBANK: Vermeer, Hill, Mathijssen, Zijler |  |
|                                                                        |             |           |               | | |  |

Speelronde 25:
| zondag 17 februari 2008, 14:30                                               | FC Utrecht                         | 1-4 (0-2) | VVV-Venlo                                        | Opstelling FC Utrecht | Opstelling VVV-Venlo |  |
| Stadion: Stadion Galgenwaard, Utrecht Toeschouwers: 20.100 Arbiter: Liesveld | Vandenbergh 73' (pen.) Wolters 89' |           | 17' Calabro (pen.) 40' Oost 49' Oost 80' Calabro | De Ruiter, Cornelisse 16', Dickoh, Van der Kooy, Van Buuren 67', Kruys 46' ( Wolters 53'), Somers 41', Caluwé 65' ( Leeuwin), Bachdim, Nelisse 67' ( Vandenbergh), George 19' RESERVEBANK: Grandel, Schut, Kuipers, Nijholt | Wintjens, Mampuya, Verdellen, Reekers, Fleuren, Honda 24', Linssen 80' ( Leemans), Kahya, Oost 71' ( El Gaaouiri), Calabro 82' ( Ofrany), Amrabat RESERVEBANK: Begois, Blondelle, Kantelberg, Timisela |  |
| Stadion: Stadion Galgenwaard, Utrecht Toeschouwers: 20.100 Arbiter: Liesveld |                                    |           |                                                  | De Ruiter, Cornelisse 16', Dickoh, Van der Kooy, Van Buuren 67', Kruys 46' ( Wolters 53'), Somers 41', Caluwé 65' ( Leeuwin), Bachdim, Nelisse 67' ( Vandenbergh), George 19' RESERVEBANK: Grandel, Schut, Kuipers, Nijholt | Wintjens, Mampuya, Verdellen, Reekers, Fleuren, Honda 24', Linssen 80' ( Leemans), Kahya, Oost 71' ( El Gaaouiri), Calabro 82' ( Ofrany), Amrabat RESERVEBANK: Begois, Blondelle, Kantelberg, Timisela |  |
| Stadion: Stadion Galgenwaard, Utrecht Toeschouwers: 20.100 Arbiter: Liesveld |                                    |           |                                                  | De Ruiter, Cornelisse 16', Dickoh, Van der Kooy, Van Buuren 67', Kruys 46' ( Wolters 53'), Somers 41', Caluwé 65' ( Leeuwin), Bachdim, Nelisse 67' ( Vandenbergh), George 19' RESERVEBANK: Grandel, Schut, Kuipers, Nijholt | Wintjens, Mampuya, Verdellen, Reekers, Fleuren, Honda 24', Linssen 80' ( Leemans), Kahya, Oost 71' ( El Gaaouiri), Calabro 82' ( Ofrany), Amrabat RESERVEBANK: Begois, Blondelle, Kantelberg, Timisela |  |
|                                                                              |                                    |           |                                                  | | |  |

Speelronde 26:
| zondag 24 februari 2008, 12:30                                       | VVV-Venlo            | 2-5 (0-2) | FC Groningen                                       | Opstelling VVV-Venlo | Opstelling FC Groningen |  |
| Stadion: Stadion De Koel, Venlo Toeschouwers: 5.838 Arbiter: Kuipers | Leemans 50' Oost 60' |           | 15' Lovre 45' Berg 47' Powel 85' Powel 89' Nijland | Wintjens, Mampuya, Verdellen, Reekers, Fleuren, Leemans , Honda, Kahya 36', Oost 76' ( El Gaaouiri), Calabro 74', Amrabat 56' RESERVEBANK: Begois, Blondelle, De Regt, Timisela, Janssen, Linssen, Ofrany | Van Loo, Hiariej 69' ( Nijland), Sankoh 74', Kruiswijk, Stenman, Meerdink, Holla 90' ( Veldmate), Lovre, Metaj, Berg 86' ( Cahais), Powel RESERVEBANK: Koopmans, De Roover, Fledderus, Matavž |  |
| Stadion: Stadion De Koel, Venlo Toeschouwers: 5.838 Arbiter: Kuipers |                      |           |                                                    | Wintjens, Mampuya, Verdellen, Reekers, Fleuren, Leemans , Honda, Kahya 36', Oost 76' ( El Gaaouiri), Calabro 74', Amrabat 56' RESERVEBANK: Begois, Blondelle, De Regt, Timisela, Janssen, Linssen, Ofrany | Van Loo, Hiariej 69' ( Nijland), Sankoh 74', Kruiswijk, Stenman, Meerdink, Holla 90' ( Veldmate), Lovre, Metaj, Berg 86' ( Cahais), Powel RESERVEBANK: Koopmans, De Roover, Fledderus, Matavž |  |
| Stadion: Stadion De Koel, Venlo Toeschouwers: 5.838 Arbiter: Kuipers |                      |           |                                                    | Wintjens, Mampuya, Verdellen, Reekers, Fleuren, Leemans , Honda, Kahya 36', Oost 76' ( El Gaaouiri), Calabro 74', Amrabat 56' RESERVEBANK: Begois, Blondelle, De Regt, Timisela, Janssen, Linssen, Ofrany | Van Loo, Hiariej 69' ( Nijland), Sankoh 74', Kruiswijk, Stenman, Meerdink, Holla 90' ( Veldmate), Lovre, Metaj, Berg 86' ( Cahais), Powel RESERVEBANK: Koopmans, De Roover, Fledderus, Matavž |  |
|                                                                      |                      |           |                                                    | | |  |

Speelronde 27:
| vrijdag 29 februari 2008, 20:30                                     | Vitesse  | 1-3 (0-3) | VVV-Venlo                             | Opstelling Vitesse | Opstelling VVV-Venlo |  |
| Stadion: Gelredome, Arnhem Toeschouwers: 18.500 Arbiter: Van Hulten | Kolk 61' |           | 2' Oost (pen.) 6' Amrabat 45' Amrabat | Velthuizen, Verhaegh, Sansoni, Sprockel 2', Megrelishvili 33' 58' ( Yu Hai), Swerts 82' ( Takak), Van der Schaaf, Pryor 46' ( Lorca), Janssen, Kolk, Gommans RESERVEBANK: Rabóczki, Kaya, Yakubu, Van Diermen | Wintjens, Mampuya, Verdellen 52', Reekers 72', Fleuren, Leemans , Honda, Kahya, Oost 76' ( El Gaaouiri), Calabro, Amrabat RESERVEBANK: Begois, Leemans, De Regt, Kahya, El Gaaouiri |  |
| Stadion: Gelredome, Arnhem Toeschouwers: 18.500 Arbiter: Van Hulten |          |           |                                       | Velthuizen, Verhaegh, Sansoni, Sprockel 2', Megrelishvili 33' 58' ( Yu Hai), Swerts 82' ( Takak), Van der Schaaf, Pryor 46' ( Lorca), Janssen, Kolk, Gommans RESERVEBANK: Rabóczki, Kaya, Yakubu, Van Diermen | Wintjens, Mampuya, Verdellen 52', Reekers 72', Fleuren, Leemans , Honda, Kahya, Oost 76' ( El Gaaouiri), Calabro, Amrabat RESERVEBANK: Begois, Leemans, De Regt, Kahya, El Gaaouiri |  |
| Stadion: Gelredome, Arnhem Toeschouwers: 18.500 Arbiter: Van Hulten |          |           |                                       | Velthuizen, Verhaegh, Sansoni, Sprockel 2', Megrelishvili 33' 58' ( Yu Hai), Swerts 82' ( Takak), Van der Schaaf, Pryor 46' ( Lorca), Janssen, Kolk, Gommans RESERVEBANK: Rabóczki, Kaya, Yakubu, Van Diermen | Wintjens, Mampuya, Verdellen 52', Reekers 72', Fleuren, Leemans , Honda, Kahya, Oost 76' ( El Gaaouiri), Calabro, Amrabat RESERVEBANK: Begois, Leemans, De Regt, Kahya, El Gaaouiri |  |
|                                                                     |          |           |                                       | | |  |

Speelronde 28:
| dinsdag 11 maart 2008, 19:30                                                                 | VVV-Venlo | 0-2 (0-1) | FC Twente            | Opstelling VVV-Venlo | Opstelling FC Twente |  |
| Stadion: Stadion De Koel, Venlo Toeschouwers: 5.862 Arbiter: Blom                            |           |           | 6' Douglas 76' Hersi | Begois, Mampuya, Verdellen, Reekers 12', Fleuren, Kahya, Linssen , Honda 74' ( El Gaaouiri), Ofrany 58' ( Soltani), Oost, Amrabat 35' RESERVEBANK: Van Driel, Leemans, Blondelle, De Regt, Timisela | Boschker, Douglas, Wielaert, Braafheid, Heubach 27' 71' ( Wellenberg), El Ahmadi, Brama, Hersi, Denneboom 81' ( Arnautović), Nkufo, Elia RESERVEBANK: Paauwe, Zomer, Chery, Gerritsen, Reimerink |  |
| Stadion: Stadion De Koel, Venlo Toeschouwers: 5.862 Arbiter: Blom                            |           |           |                      | Begois, Mampuya, Verdellen, Reekers 12', Fleuren, Kahya, Linssen , Honda 74' ( El Gaaouiri), Ofrany 58' ( Soltani), Oost, Amrabat 35' RESERVEBANK: Van Driel, Leemans, Blondelle, De Regt, Timisela | Boschker, Douglas, Wielaert, Braafheid, Heubach 27' 71' ( Wellenberg), El Ahmadi, Brama, Hersi, Denneboom 81' ( Arnautović), Nkufo, Elia RESERVEBANK: Paauwe, Zomer, Chery, Gerritsen, Reimerink |  |
| Stadion: Stadion De Koel, Venlo Toeschouwers: 5.862 Arbiter: Blom                            |           |           |                      | Begois, Mampuya, Verdellen, Reekers 12', Fleuren, Kahya, Linssen , Honda 74' ( El Gaaouiri), Ofrany 58' ( Soltani), Oost, Amrabat 35' RESERVEBANK: Van Driel, Leemans, Blondelle, De Regt, Timisela | Boschker, Douglas, Wielaert, Braafheid, Heubach 27' 71' ( Wellenberg), El Ahmadi, Brama, Hersi, Denneboom 81' ( Arnautović), Nkufo, Elia RESERVEBANK: Paauwe, Zomer, Chery, Gerritsen, Reimerink |  |
| Bijz.: Oorspronkelijk vastgesteld: zondag 9 maart, 12:30. Uitgesteld vanwege politie-acties. |           |           |                      | | |  |

Speelronde 29:
| zaterdag 15 maart 2008, 20:00                                                  | Feyenoord                                        | 4-1 (3-1) | VVV-Venlo | Opstelling Feyenoord | Opstelling VVV-Venlo |  |
| Stadion: Stadion Feijenoord, Rotterdam Toeschouwers: 46.000 Arbiter: Haverkort | Bruins 5' Van Bronckhorst 33' Mols 44' Şahin 58' |           | 13' Honda | Timmer, Lucius, Greene, Hofland, Bahia, Landzaat, De Guzmán, Van Bronckhorst 84' ( Wijnaldum), Şahin, Bruins 74' ( D. Buijs), Mols 69' ( Fer) RESERVEBANK: Ekramy, Pedro, Hagary | Begois, Mampuya, Verdellen 61' ( Blondelle 80'), Kahya, Fleuren, Honda, Linssen 64' ( El Gaaouiri), Leemans, Ofrany 33' 67' ( Timisela), Oost, Soltani RESERVEBANK: Van Driel, De Regt, Janssen, Verbeek |  |
| Stadion: Stadion Feijenoord, Rotterdam Toeschouwers: 46.000 Arbiter: Haverkort |                                                  |           |           | Timmer, Lucius, Greene, Hofland, Bahia, Landzaat, De Guzmán, Van Bronckhorst 84' ( Wijnaldum), Şahin, Bruins 74' ( D. Buijs), Mols 69' ( Fer) RESERVEBANK: Ekramy, Pedro, Hagary | Begois, Mampuya, Verdellen 61' ( Blondelle 80'), Kahya, Fleuren, Honda, Linssen 64' ( El Gaaouiri), Leemans, Ofrany 33' 67' ( Timisela), Oost, Soltani RESERVEBANK: Van Driel, De Regt, Janssen, Verbeek |  |
| Stadion: Stadion Feijenoord, Rotterdam Toeschouwers: 46.000 Arbiter: Haverkort |                                                  |           |           | Timmer, Lucius, Greene, Hofland, Bahia, Landzaat, De Guzmán, Van Bronckhorst 84' ( Wijnaldum), Şahin, Bruins 74' ( D. Buijs), Mols 69' ( Fer) RESERVEBANK: Ekramy, Pedro, Hagary | Begois, Mampuya, Verdellen 61' ( Blondelle 80'), Kahya, Fleuren, Honda, Linssen 64' ( El Gaaouiri), Leemans, Ofrany 33' 67' ( Timisela), Oost, Soltani RESERVEBANK: Van Driel, De Regt, Janssen, Verbeek |  |
|                                                                                |                                                  |           |           | | |  |

Speelronde 30:
| zondag 23 maart 2008, 12:30                                                    | VVV-Venlo | 1-2 (1-0) | N.E.C.                      | Opstelling VVV-Venlo | Opstelling N.E.C. |  |
| Stadion: Stadion De Koel, Venlo Toeschouwers: 6.000 Arbiter: Vervecken, België | Honda 34' |           | 79' Van Beukering 90' Sibum | Begois 90', Mampuya 35', Verdellen, Reekers, Fleuren, Jungschläger 82' ( Auassar), Linssen , Honda, Soltani 39' 82' ( Kantelberg), Oost, Amrabat RESERVEBANK: Van Driel, Blondelle, De Regt, Kahya, Ofrany | Babos, Nalbantoğlu, Olsson, Wisgerhof, El Akchaoui, Sibum 86', Holman, Vadócz 89', Lens, Van Beukering, Bobson RESERVEBANK: Baart, Pothuizen, Drost, Fernández, Davids, Kivuvu, Worm |  |
| Stadion: Stadion De Koel, Venlo Toeschouwers: 6.000 Arbiter: Vervecken, België |           |           |                             | Begois 90', Mampuya 35', Verdellen, Reekers, Fleuren, Jungschläger 82' ( Auassar), Linssen , Honda, Soltani 39' 82' ( Kantelberg), Oost, Amrabat RESERVEBANK: Van Driel, Blondelle, De Regt, Kahya, Ofrany | Babos, Nalbantoğlu, Olsson, Wisgerhof, El Akchaoui, Sibum 86', Holman, Vadócz 89', Lens, Van Beukering, Bobson RESERVEBANK: Baart, Pothuizen, Drost, Fernández, Davids, Kivuvu, Worm |  |
| Stadion: Stadion De Koel, Venlo Toeschouwers: 6.000 Arbiter: Vervecken, België |           |           |                             | Begois 90', Mampuya 35', Verdellen, Reekers, Fleuren, Jungschläger 82' ( Auassar), Linssen , Honda, Soltani 39' 82' ( Kantelberg), Oost, Amrabat RESERVEBANK: Van Driel, Blondelle, De Regt, Kahya, Ofrany | Babos, Nalbantoğlu, Olsson, Wisgerhof, El Akchaoui, Sibum 86', Holman, Vadócz 89', Lens, Van Beukering, Bobson RESERVEBANK: Baart, Pothuizen, Drost, Fernández, Davids, Kivuvu, Worm |  |
|                                                                                |           |           |                             | | |  |

Speelronde 31:
| zaterdag 29 maart 2008, 20:00                                                  | Excelsior                   | 2-1 (0-1) | VVV-Venlo                   | Opstelling Excelsior | Opstelling VVV-Venlo |  |
| Stadion: Stadion Woudestein, Rotterdam Toeschouwers: 3.638 Arbiter: Van Egmond | Van Steensel 77' Braber 80' |           | 10' Soltani 65' (pen.) Oost | Graafland 66', Altheer, Van Nieuwstadt, Van Steensel, Piqué 62', Braber, Koolwijk 90' ( Van Peppen 90'), Pardo 83' ( Demir), Luijckx 52' ( Steur), Den Ouden 51', Voskamp RESERVEBANK: Van Nieuwenhuijzen, Demir, Korf, Van Guldener | Begois, Mampuya, Verdellen 84' ( Kantelberg), Reekers 65' ( Blondelle), Fleuren, Jungschläger 69' ( Kahya), Linssen , Honda, Soltani, Oost, Amrabat RESERVEBANK: Van Driel, Auassar, De Regt, Ofrany |  |
| Stadion: Stadion Woudestein, Rotterdam Toeschouwers: 3.638 Arbiter: Van Egmond |                             |           |                             | Graafland 66', Altheer, Van Nieuwstadt, Van Steensel, Piqué 62', Braber, Koolwijk 90' ( Van Peppen 90'), Pardo 83' ( Demir), Luijckx 52' ( Steur), Den Ouden 51', Voskamp RESERVEBANK: Van Nieuwenhuijzen, Demir, Korf, Van Guldener | Begois, Mampuya, Verdellen 84' ( Kantelberg), Reekers 65' ( Blondelle), Fleuren, Jungschläger 69' ( Kahya), Linssen , Honda, Soltani, Oost, Amrabat RESERVEBANK: Van Driel, Auassar, De Regt, Ofrany |  |
| Stadion: Stadion Woudestein, Rotterdam Toeschouwers: 3.638 Arbiter: Van Egmond |                             |           |                             | Graafland 66', Altheer, Van Nieuwstadt, Van Steensel, Piqué 62', Braber, Koolwijk 90' ( Van Peppen 90'), Pardo 83' ( Demir), Luijckx 52' ( Steur), Den Ouden 51', Voskamp RESERVEBANK: Van Nieuwenhuijzen, Demir, Korf, Van Guldener | Begois, Mampuya, Verdellen 84' ( Kantelberg), Reekers 65' ( Blondelle), Fleuren, Jungschläger 69' ( Kahya), Linssen , Honda, Soltani, Oost, Amrabat RESERVEBANK: Van Driel, Auassar, De Regt, Ofrany |  |
|                                                                                |                             |           |                             | | |  |

Speelronde 32:
| zondag 6 april 2008, 12:30                                        | VVV-Venlo                  | 2-3 (1-1) | AZ                                      | Opstelling VVV-Venlo | Opstelling AZ |  |
| Stadion: Stadion De Koel, Venlo Toeschouwers: 6.000 Arbiter: Vink | Oost 3' (pen.) Amrabat 63' |           | 23' Ari 64' El Hamdaoui 72' El Hamdaoui | Van Driel, Mampuya, Verdellen, Reekers, Fleuren, Jungschläger 87', Linssen 85' ( Ofrany), Honda, Soltani 71' ( Auassar), Oost, Amrabat 18' RESERVEBANK: Kuijpers, Blondelle, De Regt, Kantelberg, Kahya | Romero, Jaliens 80', Donk 27', Moreno 63', Opdam, Mendes da Silva, Međunjanin 88' ( Pocognoli), Dembélé, Agustien 64' ( Jenner), Ari, Pellè 46' ( El Hamdaoui 55') RESERVEBANK: Waterman, Cziommer, Vormer, Poulsen |  |
| Stadion: Stadion De Koel, Venlo Toeschouwers: 6.000 Arbiter: Vink |                            |           |                                         | Van Driel, Mampuya, Verdellen, Reekers, Fleuren, Jungschläger 87', Linssen 85' ( Ofrany), Honda, Soltani 71' ( Auassar), Oost, Amrabat 18' RESERVEBANK: Kuijpers, Blondelle, De Regt, Kantelberg, Kahya | Romero, Jaliens 80', Donk 27', Moreno 63', Opdam, Mendes da Silva, Međunjanin 88' ( Pocognoli), Dembélé, Agustien 64' ( Jenner), Ari, Pellè 46' ( El Hamdaoui 55') RESERVEBANK: Waterman, Cziommer, Vormer, Poulsen |  |
| Stadion: Stadion De Koel, Venlo Toeschouwers: 6.000 Arbiter: Vink |                            |           |                                         | Van Driel, Mampuya, Verdellen, Reekers, Fleuren, Jungschläger 87', Linssen 85' ( Ofrany), Honda, Soltani 71' ( Auassar), Oost, Amrabat 18' RESERVEBANK: Kuijpers, Blondelle, De Regt, Kantelberg, Kahya | Romero, Jaliens 80', Donk 27', Moreno 63', Opdam, Mendes da Silva, Međunjanin 88' ( Pocognoli), Dembélé, Agustien 64' ( Jenner), Ari, Pellè 46' ( El Hamdaoui 55') RESERVEBANK: Waterman, Cziommer, Vormer, Poulsen |  |
|                                                                   |                            |           |                                         | | |  |

Speelronde 33:
| zondag 13 april 2008, 14:30                                                       | Roda JC                                            | 4-1 (1-1) | VVV-Venlo   | Opstelling Roda JC | Opstelling VVV-Venlo |  |
| Stadion: Parkstad Limburg Stadion, Kerkrade Toeschouwers: 18.500 Arbiter: Nijhuis | (pen.) Meeuwis 35' Lamah 50' Bodor 53' Hadouir 77' |           | 21' Soltani | Castro, Sonkaya 87' ( Senden 90' ( Wau)), Kah, De fauw, De Jong, Janssen, Meeuwis 69', Bodor, Hadouir, Van Tornhout 33', Lamah 80' ( Cissé) RESERVEBANK: Mardulier, Van Kouwen, Knops, Vandamme | Begois, Mampuya, Verdellen 28' 60' ( Auassar), Reekers 36' 54' ( Blondelle), Fleuren, Jungschläger, Linssen , Honda, Soltani, Oost 83' ( De Regt), Amrabat RESERVEBANK: Van Driel, Leemans, Kantelberg, Ofrany |  |
| Stadion: Parkstad Limburg Stadion, Kerkrade Toeschouwers: 18.500 Arbiter: Nijhuis |                                                    |           |             | Castro, Sonkaya 87' ( Senden 90' ( Wau)), Kah, De fauw, De Jong, Janssen, Meeuwis 69', Bodor, Hadouir, Van Tornhout 33', Lamah 80' ( Cissé) RESERVEBANK: Mardulier, Van Kouwen, Knops, Vandamme | Begois, Mampuya, Verdellen 28' 60' ( Auassar), Reekers 36' 54' ( Blondelle), Fleuren, Jungschläger, Linssen , Honda, Soltani, Oost 83' ( De Regt), Amrabat RESERVEBANK: Van Driel, Leemans, Kantelberg, Ofrany |  |
| Stadion: Parkstad Limburg Stadion, Kerkrade Toeschouwers: 18.500 Arbiter: Nijhuis |                                                    |           |             | Castro, Sonkaya 87' ( Senden 90' ( Wau)), Kah, De fauw, De Jong, Janssen, Meeuwis 69', Bodor, Hadouir, Van Tornhout 33', Lamah 80' ( Cissé) RESERVEBANK: Mardulier, Van Kouwen, Knops, Vandamme | Begois, Mampuya, Verdellen 28' 60' ( Auassar), Reekers 36' 54' ( Blondelle), Fleuren, Jungschläger, Linssen , Honda, Soltani, Oost 83' ( De Regt), Amrabat RESERVEBANK: Van Driel, Leemans, Kantelberg, Ofrany |  |
|                                                                                   |                                                    |           |             | | |  |

Speelronde 34:
| zondag 20 april 2008, 14:30                                           | VVV-Venlo                                | 3-0 (0-0) | De Graafschap | Opstelling VVV-Venlo | Opstelling De Graafschap |  |
| Stadion: Stadion De Koel, Venlo Toeschouwers: 6.500 Arbiter: Wegereef | (e.d.) Volmer 55' Amrabat 63' Ofrany 82' |           |               | Begois, Mampuya, Leemans, Auassar, Fleuren, Jungschläger, Linssen , Honda 83' ( Blondelle), Soltani 74' ( Ofrany), Amrabat, Oost 64' ( Kantelberg) RESERVEBANK: Van Driel, Willemse, De Regt, Kahya | Van Fessem, Bot, Keller, Volmer 62' ( Robbemond), Fung a Wing 72', Schuurman 54' ( Tarvajärvi), Johnson, Viðarsson, Schöne, De Groot, Biseswar RESERVEBANK: Amezrine, Fränkel, Hese, Buijs, Meijer |  |
| Stadion: Stadion De Koel, Venlo Toeschouwers: 6.500 Arbiter: Wegereef |                                          |           |               | Begois, Mampuya, Leemans, Auassar, Fleuren, Jungschläger, Linssen , Honda 83' ( Blondelle), Soltani 74' ( Ofrany), Amrabat, Oost 64' ( Kantelberg) RESERVEBANK: Van Driel, Willemse, De Regt, Kahya | Van Fessem, Bot, Keller, Volmer 62' ( Robbemond), Fung a Wing 72', Schuurman 54' ( Tarvajärvi), Johnson, Viðarsson, Schöne, De Groot, Biseswar RESERVEBANK: Amezrine, Fränkel, Hese, Buijs, Meijer |  |
| Stadion: Stadion De Koel, Venlo Toeschouwers: 6.500 Arbiter: Wegereef |                                          |           |               | Begois, Mampuya, Leemans, Auassar, Fleuren, Jungschläger, Linssen , Honda 83' ( Blondelle), Soltani 74' ( Ofrany), Amrabat, Oost 64' ( Kantelberg) RESERVEBANK: Van Driel, Willemse, De Regt, Kahya | Van Fessem, Bot, Keller, Volmer 62' ( Robbemond), Fung a Wing 72', Schuurman 54' ( Tarvajärvi), Johnson, Viðarsson, Schöne, De Groot, Biseswar RESERVEBANK: Amezrine, Fränkel, Hese, Buijs, Meijer |  |
|                                                                       |                                          |           |               | | |  |

### KNVB beker
Tweede ronde:
| woensdag 26 september 2007, 20:00                                      | Excelsior                         | 3-2 (2-0) | VVV-Venlo         | Opstelling Excelsior | Opstelling VVV-Venlo                                                                            |  |
| Stadion: Stadion Woudestein, Rotterdam Toeschouwers: 724 Arbiter: Blom | Altheer 14' Luijckx 20' Pardo 89' |           | 63' Jans 77' Jans | Graafland, Bandjar, Van Nieuwstadt, Van Steensel, Piqué, Van Dieren, Altheer, Pardo 90' ( Braber), Luijckx, Den Ouden, Korf 72' ( Van Guldener) | Begois, Mampuya, Kahya, Auassar, Fleuren, Leemans, Linssen , Kantelberg, Soltani, Jans, Amrabat |  |
| Stadion: Stadion Woudestein, Rotterdam Toeschouwers: 724 Arbiter: Blom |                                   |           |                   | Graafland, Bandjar, Van Nieuwstadt, Van Steensel, Piqué, Van Dieren, Altheer, Pardo 90' ( Braber), Luijckx, Den Ouden, Korf 72' ( Van Guldener) | Begois, Mampuya, Kahya, Auassar, Fleuren, Leemans, Linssen , Kantelberg, Soltani, Jans, Amrabat |  |
| Stadion: Stadion Woudestein, Rotterdam Toeschouwers: 724 Arbiter: Blom |                                   |           |                   | Graafland, Bandjar, Van Nieuwstadt, Van Steensel, Piqué, Van Dieren, Altheer, Pardo 90' ( Braber), Luijckx, Den Ouden, Korf 72' ( Van Guldener) | Begois, Mampuya, Kahya, Auassar, Fleuren, Leemans, Linssen , Kantelberg, Soltani, Jans, Amrabat |  |
|                                                                        |                                   |           |                   | |                                                                                                 |  |

### Play-offs
Tweede ronde heenwedstrijd:
| donderdag 1 mei 2008, 14:30                                                          | ADO Den Haag | 1-0 (1-0) | VVV-Venlo | Opstelling ADO Den Haag | Opstelling VVV-Venlo                                                                                             |  |
| Stadion: ADO Den Haag Stadion, 's-Gravenhage Toeschouwers: 5.121 Arbiter: Van Hulten | Verhoek 1'   |           |           | Zwinkels, Janmaat , Kum, Teixeira, Bosschaart, Schwiebbe 61' ( Ranković), Knopper, Cornelisse, Knijnenburg 80' ( Immers), Van de Haar, Verhoek 70' ( Meriç) | Begois, Mampuya, Leemans, Auassar , Fleuren, Jungschläger, Linssen , Honda, Soltani 76' ( Ofrany), Amrabat, Oost |  |
| Stadion: ADO Den Haag Stadion, 's-Gravenhage Toeschouwers: 5.121 Arbiter: Van Hulten |              |           |           | Zwinkels, Janmaat , Kum, Teixeira, Bosschaart, Schwiebbe 61' ( Ranković), Knopper, Cornelisse, Knijnenburg 80' ( Immers), Van de Haar, Verhoek 70' ( Meriç) | Begois, Mampuya, Leemans, Auassar , Fleuren, Jungschläger, Linssen , Honda, Soltani 76' ( Ofrany), Amrabat, Oost |  |
| Stadion: ADO Den Haag Stadion, 's-Gravenhage Toeschouwers: 5.121 Arbiter: Van Hulten |              |           |           | Zwinkels, Janmaat , Kum, Teixeira, Bosschaart, Schwiebbe 61' ( Ranković), Knopper, Cornelisse, Knijnenburg 80' ( Immers), Van de Haar, Verhoek 70' ( Meriç) | Begois, Mampuya, Leemans, Auassar , Fleuren, Jungschläger, Linssen , Honda, Soltani 76' ( Ofrany), Amrabat, Oost |  |
|                                                                                      |              |           |           | | |  |

Tweede ronde terugwedstrijd:
| zondag 4 mei 2008, 14:30                                               | VVV-Venlo                                                                  | 1-0 (0-0) | ADO Den Haag                                                                   | Opstelling VVV-Venlo | Opstelling ADO Den Haag |  |
| Stadion: Stadion De Koel, Venlo Toeschouwers: 5.893 Arbiter: Haverkort | Linssen 59' Amrabat Honda Leemans Kahya Linssen Auassar Oost Ofrany Begois |           | Knopper Immers Cornelisse Van de Haar Hoogendorp Bosschaart Meriç Kum Ranković | Begois, Mampuya, Leemans, Auassar, Fleuren, Jungschläger 77' ( Kahya), Linssen , Honda, Soltani 78' ( Ofrany), Amrabat, Oost | Zwinkels, El Moussaoui 78' ( Immers), Kum , Ranković, Bosschaart , Schwiebbe, Knopper, Cornelisse, Knijnenburg 70' ( Meriç), Van de Haar , Verhoek 70' ( Hoogendorp) |  |
| Stadion: Stadion De Koel, Venlo Toeschouwers: 5.893 Arbiter: Haverkort |                                                                            |           |                                                                                | Begois, Mampuya, Leemans, Auassar, Fleuren, Jungschläger 77' ( Kahya), Linssen , Honda, Soltani 78' ( Ofrany), Amrabat, Oost | Zwinkels, El Moussaoui 78' ( Immers), Kum , Ranković, Bosschaart , Schwiebbe, Knopper, Cornelisse, Knijnenburg 70' ( Meriç), Van de Haar , Verhoek 70' ( Hoogendorp) |  |
| Stadion: Stadion De Koel, Venlo Toeschouwers: 5.893 Arbiter: Haverkort |                                                                            |           |                                                                                | Begois, Mampuya, Leemans, Auassar, Fleuren, Jungschläger 77' ( Kahya), Linssen , Honda, Soltani 78' ( Ofrany), Amrabat, Oost | Zwinkels, El Moussaoui 78' ( Immers), Kum , Ranković, Bosschaart , Schwiebbe, Knopper, Cornelisse, Knijnenburg 70' ( Meriç), Van de Haar , Verhoek 70' ( Hoogendorp) |  |
|                                                                        |                                                                            |           |                                                                                | | |  |

Tweede ronde beslissingswedstrijd:
| woensdag 7 mei 2008, 20:15                                                       | ADO Den Haag                  | 2-0 (1-0) | VVV-Venlo | Opstelling ADO Den Haag | Opstelling VVV-Venlo |  |
| Stadion: ADO Den Haag Stadion, 's-Gravenhage Toeschouwers: 5.023 Arbiter: Luinge | (e.d.) Begois 19' Janmaat 81' |           |           | Zwinkels, Janmaat, Kum, Ranković, Bosschaart, Schwiebbe , Knopper , Cornelisse, Knijnenburg 66' ( Meriç), Van de Haar 90' ( El Kadi), Immers 81' ( Hoogendorp) | Begois, Mampuya , Leemans 49' ( Verdellen), Auassar 29' ( Kahya), Fleuren, Jungschläger, Linssen , Honda, Soltani, Amrabat , Oost 53' ( Ofrany) |  |
| Stadion: ADO Den Haag Stadion, 's-Gravenhage Toeschouwers: 5.023 Arbiter: Luinge |                               |           |           | Zwinkels, Janmaat, Kum, Ranković, Bosschaart, Schwiebbe , Knopper , Cornelisse, Knijnenburg 66' ( Meriç), Van de Haar 90' ( El Kadi), Immers 81' ( Hoogendorp) | Begois, Mampuya , Leemans 49' ( Verdellen), Auassar 29' ( Kahya), Fleuren, Jungschläger, Linssen , Honda, Soltani, Amrabat , Oost 53' ( Ofrany) |  |
| Stadion: ADO Den Haag Stadion, 's-Gravenhage Toeschouwers: 5.023 Arbiter: Luinge |                               |           |           | Zwinkels, Janmaat, Kum, Ranković, Bosschaart, Schwiebbe , Knopper , Cornelisse, Knijnenburg 66' ( Meriç), Van de Haar 90' ( El Kadi), Immers 81' ( Hoogendorp) | Begois, Mampuya , Leemans 49' ( Verdellen), Auassar 29' ( Kahya), Fleuren, Jungschläger, Linssen , Honda, Soltani, Amrabat , Oost 53' ( Ofrany) |  |
| Bijz.: VVV degradeert naar de Eerste divisie                                     |                               |           |           | | |  |

## Eindstand
| №  | Club             | WG | W  | G  | V  | DV | DT | +/– | Punten |
| -- | ---------------- | -- | -- | -- | -- | -- | -- | --- | ------ |
|    | PSV              | 34 | 21 | 9  | 4  | 65 | 24 | +41 | 72     |
| 2  | Ajax             | 34 | 20 | 9  | 5  | 94 | 45 | +49 | 69     |
| 3  | NAC Breda        | 34 | 19 | 6  | 9  | 48 | 40 | +8  | 63     |
| 4  | FC Twente        | 34 | 17 | 11 | 6  | 52 | 32 | +20 | 62     |
| 5  | sc Heerenveen    | 34 | 18 | 6  | 10 | 88 | 48 | +40 | 60     |
| 6  | Feyenoord        | 34 | 18 | 6  | 10 | 64 | 41 | +23 | 60     |
| 7  | FC Groningen     | 34 | 15 | 6  | 13 | 53 | 54 | –1  | 51     |
| 8  | NEC Nijmegen     | 34 | 14 | 7  | 13 | 49 | 50 | –1  | 49     |
| 9  | Roda JC          | 34 | 12 | 11 | 11 | 55 | 55 | 0   | 47     |
| 10 | FC Utrecht       | 34 | 13 | 7  | 14 | 59 | 55 | +4  | 46     |
| 11 | AZ               | 34 | 11 | 10 | 13 | 48 | 53 | –5  | 43     |
| 12 | Vitesse          | 34 | 12 | 7  | 15 | 46 | 55 | –9  | 43     |
| 13 | Sparta Rotterdam | 34 | 9  | 7  | 18 | 52 | 76 | –24 | 34     |
| 14 | Heracles Almelo  | 34 | 8  | 8  | 18 | 34 | 64 | –30 | 32     |
| 15 | Willem II        | 34 | 8  | 7  | 19 | 40 | 49 | –9  | 31     |
| 16 | De Graafschap    | 34 | 7  | 9  | 18 | 33 | 64 | –31 | 30     |
| 17 | VVV-Venlo        | 34 | 7  | 8  | 19 | 44 | 76 | –32 | 29     |
| 18 | Excelsior        | 34 | 7  | 6  | 21 | 32 | 75 | –43 | 27     |

## Oefenwedstrijden

### Voorbereiding
| woensdag 4 juli 2007, 19:00                       | VOS | 0-10 (0-4) | VVV-Venlo | Opstelling VOS | Opstelling VVV-Venlo |
| Stadion: Sportpark "Merelweg", Venlo Arbiter: Cox |     |            | 13' Kantelberg 23' Jans 33' Jans 39' Calabro 53' Gerritsen 71' El Gaaouiri 76' Mampuya 78' El Gaaouiri (pen.) 84' El Gaaouiri 86' Verbeek |                | Begois 46' ( Wintjens), De Regt 46' ( Timisela), Verdellen 46' ( Reekers), Kahya 46' ( Blondelle), Fleuren 46' ( Broers), Ofrany) 46' ( Mampuya), Linssen 46' ( Leemans), Kantelberg 46' ( Gerritsen), Soltani 46' ( Verbeek), Calabro 46' ( El Gaaouiri), Jans 46' ( Willemse) |
| Stadion: Sportpark "Merelweg", Venlo Arbiter: Cox |     |            | |                | Begois 46' ( Wintjens), De Regt 46' ( Timisela), Verdellen 46' ( Reekers), Kahya 46' ( Blondelle), Fleuren 46' ( Broers), Ofrany) 46' ( Mampuya), Linssen 46' ( Leemans), Kantelberg 46' ( Gerritsen), Soltani 46' ( Verbeek), Calabro 46' ( El Gaaouiri), Jans 46' ( Willemse) |
| Stadion: Sportpark "Merelweg", Venlo Arbiter: Cox |     |            | |                | Begois 46' ( Wintjens), De Regt 46' ( Timisela), Verdellen 46' ( Reekers), Kahya 46' ( Blondelle), Fleuren 46' ( Broers), Ofrany) 46' ( Mampuya), Linssen 46' ( Leemans), Kantelberg 46' ( Gerritsen), Soltani 46' ( Verbeek), Calabro 46' ( El Gaaouiri), Jans 46' ( Willemse) |
|                                                   |     |            | |                | |

| zaterdag 7 juli 2007, 19:00                                                    | SC Irene | 0-9 (0-5) | VVV-Venlo | Opstelling SC Irene | Opstelling VVV-Venlo |
| Stadion: Sportpark "De Bakenbos", Tegelen Toeschouwers: 1.000 Arbiter: Engelen |          |           | 9' Soltani 16' El Gaaouiri 36' Soltani 41' El Gaaouiri 45' El Gaaouiri 50' Gerritsen 61' Kahya 69' Soltani 75' Broers (pen.) |                     | Begois 46' ( Wintjens), Timisela 46' ( De Regt 65' ( Blondelle)), Reekers 46' ( Verdellen), Blondelle 46' ( Broers), Fleuren, Ofrany 65' ( Soltani), Leemans 46' ( Kahya), Linssen 46' ( Janssen), Kantelberg 46' ( Verbeek), El Gaaouiri 46' ( Willemse), Soltani 46' ( Gerritsen) |
| Stadion: Sportpark "De Bakenbos", Tegelen Toeschouwers: 1.000 Arbiter: Engelen |          |           | |                     | Begois 46' ( Wintjens), Timisela 46' ( De Regt 65' ( Blondelle)), Reekers 46' ( Verdellen), Blondelle 46' ( Broers), Fleuren, Ofrany 65' ( Soltani), Leemans 46' ( Kahya), Linssen 46' ( Janssen), Kantelberg 46' ( Verbeek), El Gaaouiri 46' ( Willemse), Soltani 46' ( Gerritsen) |
| Stadion: Sportpark "De Bakenbos", Tegelen Toeschouwers: 1.000 Arbiter: Engelen |          |           | |                     | Begois 46' ( Wintjens), Timisela 46' ( De Regt 65' ( Blondelle)), Reekers 46' ( Verdellen), Blondelle 46' ( Broers), Fleuren, Ofrany 65' ( Soltani), Leemans 46' ( Kahya), Linssen 46' ( Janssen), Kantelberg 46' ( Verbeek), El Gaaouiri 46' ( Willemse), Soltani 46' ( Gerritsen) |
|                                                                                |          |           | |                     | |

| woensdag 11 juli 2007, 19:00                                                       | N.E.C.            | 1-1 (0-1) | VVV-Venlo | Opstelling N.E.C. | Opstelling VVV-Venlo |  |
| Stadion: Sportpark "De Westeneng", Garderen Toeschouwers: 750 Arbiter: Wiedemeijer | Van Beukering 75' |           | 39' Jans  | Babos 46' ( Baart), Nalbantoğlu 61' ( Aarab), Olsson, Wisgerhof, El Akchaoui, Kivuvu, Pothuizen 46' ( Scholten), Davids, Lens 46' ( Snoyl), Van Beukering, Worm 73' ( Fachtali) | Begois, Mampuya, Verdellen, Blondelle 60' ( Broers), Fleuren, Ofrany, Leemans 73' ( De Regt), Linssen 46' ( Kahya), Verbeek 60' ( Gerritsen), Jans 73' ( Calabro), Amrabat 60' ( Timisela) |  |
| Stadion: Sportpark "De Westeneng", Garderen Toeschouwers: 750 Arbiter: Wiedemeijer |                   |           |           | Babos 46' ( Baart), Nalbantoğlu 61' ( Aarab), Olsson, Wisgerhof, El Akchaoui, Kivuvu, Pothuizen 46' ( Scholten), Davids, Lens 46' ( Snoyl), Van Beukering, Worm 73' ( Fachtali) | Begois, Mampuya, Verdellen, Blondelle 60' ( Broers), Fleuren, Ofrany, Leemans 73' ( De Regt), Linssen 46' ( Kahya), Verbeek 60' ( Gerritsen), Jans 73' ( Calabro), Amrabat 60' ( Timisela) |  |
| Stadion: Sportpark "De Westeneng", Garderen Toeschouwers: 750 Arbiter: Wiedemeijer |                   |           |           | Babos 46' ( Baart), Nalbantoğlu 61' ( Aarab), Olsson, Wisgerhof, El Akchaoui, Kivuvu, Pothuizen 46' ( Scholten), Davids, Lens 46' ( Snoyl), Van Beukering, Worm 73' ( Fachtali) | Begois, Mampuya, Verdellen, Blondelle 60' ( Broers), Fleuren, Ofrany, Leemans 73' ( De Regt), Linssen 46' ( Kahya), Verbeek 60' ( Gerritsen), Jans 73' ( Calabro), Amrabat 60' ( Timisela) |  |
|                                                                                    |                   |           |           | | |  |

| zaterdag 14 juli 2007, 19:00                                 | VVV-Venlo  | 1-3 (1-1) | Team VVCS                                  | Opstelling VVV-Venlo | Opstelling Team VVCS |
| Stadion: Sportpark "'t Spansel", Sevenum Toeschouwers: 1.000 | Reekers 4' |           | 23' Lopes Monteiro 70' Juliana 74' Juliana | Van Driel, Timisela, Reekers 46' ( Amrabat), De Regt, Broers 71' ( Blondelle), Gerritsen 64' ( Ofrany), Janssen 64' ( Soltani), Kahya, Kantelberg, Willemse, Calabro |                      |
| Stadion: Sportpark "'t Spansel", Sevenum Toeschouwers: 1.000 |            |           |                                            | Van Driel, Timisela, Reekers 46' ( Amrabat), De Regt, Broers 71' ( Blondelle), Gerritsen 64' ( Ofrany), Janssen 64' ( Soltani), Kahya, Kantelberg, Willemse, Calabro |                      |
| Stadion: Sportpark "'t Spansel", Sevenum Toeschouwers: 1.000 |            |           |                                            | Van Driel, Timisela, Reekers 46' ( Amrabat), De Regt, Broers 71' ( Blondelle), Gerritsen 64' ( Ofrany), Janssen 64' ( Soltani), Kahya, Kantelberg, Willemse, Calabro |                      |
|                                                              |            |           |                                            | |                      |

| woensdag 18 juli 2007, 19:00                                | VVV-Venlo            | 2-1 (2-1) | FC Volendam | Opstelling VVV-Venlo | Opstelling FC Volendam |  |
| Stadion: Sportpark "Dijckerhof", Reuver Arbiter: Timmermans | Jans 24' Leemans 45' |           | 37' Wijker  | Begois, Timisela, Reekers, Broers, Fleuren, Leemans 26' ( Janssen), Kahya, El Gaaouiri, Amrabat, Jans 26' ( Willemse), Ofrany 40' ( De Regt) | Verhoeven, Maynard, Wijker ' ( Joren), Boots 46' ( Yıldız), Quasten, Meijers, Petrov ' ( Schilder), Deul, Plat ' ( Tuyp), Valenta ' ( Hofstede), Van Zaanen |  |
| Stadion: Sportpark "Dijckerhof", Reuver Arbiter: Timmermans |                      |           |             | Begois, Timisela, Reekers, Broers, Fleuren, Leemans 26' ( Janssen), Kahya, El Gaaouiri, Amrabat, Jans 26' ( Willemse), Ofrany 40' ( De Regt) | Verhoeven, Maynard, Wijker ' ( Joren), Boots 46' ( Yıldız), Quasten, Meijers, Petrov ' ( Schilder), Deul, Plat ' ( Tuyp), Valenta ' ( Hofstede), Van Zaanen |  |
| Stadion: Sportpark "Dijckerhof", Reuver Arbiter: Timmermans |                      |           |             | Begois, Timisela, Reekers, Broers, Fleuren, Leemans 26' ( Janssen), Kahya, El Gaaouiri, Amrabat, Jans 26' ( Willemse), Ofrany 40' ( De Regt) | Verhoeven, Maynard, Wijker ' ( Joren), Boots 46' ( Yıldız), Quasten, Meijers, Petrov ' ( Schilder), Deul, Plat ' ( Tuyp), Valenta ' ( Hofstede), Van Zaanen |  |
|                                                             |                      |           |             | | |  |

| woensdag 25 juli 2007, 20:00                                             | VVV-Venlo      | 1-1 (1-0) 7-8 pen. | PSV         | Opstelling VVV-Venlo | Opstelling PSV |  |
| Stadion: Stadion De Koel, Venlo Toeschouwers: 5.952 Arbiter: Van Hulten  | Kantelberg 28' |                    | 60' Afellay | Begois, Mampuya 64' ( Timisela), Verdellen, Blondelle , Fleuren, Ofrany 79' ( El Gaaouiri), Linssen , Leemans 64' ( Kahya), Soltani, Jans 79' ( Willemse), Kantelberg 52' ( Amrabat ) | Roorda, Kromkamp 60' ( Marcellis), Salcido, Da Costa 60' ( Addo), Zonneveld, Van der Leegte 60' ( Simons), Afellay, Aissati 60' ( Bakkal), Méndez 75' ( De Jong), Lazović, Pérez 75' ( Reis) |  |
| Stadion: Stadion De Koel, Venlo Toeschouwers: 5.952 Arbiter: Van Hulten  |                |                    |             | Begois, Mampuya 64' ( Timisela), Verdellen, Blondelle , Fleuren, Ofrany 79' ( El Gaaouiri), Linssen , Leemans 64' ( Kahya), Soltani, Jans 79' ( Willemse), Kantelberg 52' ( Amrabat ) | Roorda, Kromkamp 60' ( Marcellis), Salcido, Da Costa 60' ( Addo), Zonneveld, Van der Leegte 60' ( Simons), Afellay, Aissati 60' ( Bakkal), Méndez 75' ( De Jong), Lazović, Pérez 75' ( Reis) |  |
| Stadion: Stadion De Koel, Venlo Toeschouwers: 5.952 Arbiter: Van Hulten  |                |                    |             | Begois, Mampuya 64' ( Timisela), Verdellen, Blondelle , Fleuren, Ofrany 79' ( El Gaaouiri), Linssen , Leemans 64' ( Kahya), Soltani, Jans 79' ( Willemse), Kantelberg 52' ( Amrabat ) | Roorda, Kromkamp 60' ( Marcellis), Salcido, Da Costa 60' ( Addo), Zonneveld, Van der Leegte 60' ( Simons), Afellay, Aissati 60' ( Bakkal), Méndez 75' ( De Jong), Lazović, Pérez 75' ( Reis) |  |
| Bijz.: 4e editie Herman Teeuwen Memorial. PSV wint na strafschoppen 7-8. |                |                    |             | | |  |

| zaterdag 28 juli 2007, 18:00                                                            | Helmond Sport | 1-1 | VVV-Venlo | Opstelling Helmond Sport | Opstelling VVV-Venlo |  |
| Stadion: Stadion De Braak, Helmond Toeschouwers: 1.400                                  | Remacle 40'   |     | 23' Jans  | Van Westerop, Kawarmala, Paardekooper, Uneken, Suart, Van Leerdam, Habraken, Van Dijk, Höcher 24' ( Junqueira), Chida, Remacle | Begois, Timisela, Reekers, Broers, Fleuren, Leemans 26' ( Janssen), Kahya, El Gaaouiri, Amrabat, Jans 26' ( Willemse), Ofrany 40' ( De Regt) |  |
| Stadion: Stadion De Braak, Helmond Toeschouwers: 1.400                                  |               |     |           | Van Westerop, Kawarmala, Paardekooper, Uneken, Suart, Van Leerdam, Habraken, Van Dijk, Höcher 24' ( Junqueira), Chida, Remacle | Begois, Timisela, Reekers, Broers, Fleuren, Leemans 26' ( Janssen), Kahya, El Gaaouiri, Amrabat, Jans 26' ( Willemse), Ofrany 40' ( De Regt) |  |
| Stadion: Stadion De Braak, Helmond Toeschouwers: 1.400                                  |               |     |           | Van Westerop, Kawarmala, Paardekooper, Uneken, Suart, Van Leerdam, Habraken, Van Dijk, Höcher 24' ( Junqueira), Chida, Remacle | Begois, Timisela, Reekers, Broers, Fleuren, Leemans 26' ( Janssen), Kahya, El Gaaouiri, Amrabat, Jans 26' ( Willemse), Ofrany 40' ( De Regt) |  |
| Bijz.: Minitoernooi Helmond Sport i.h.k.v. 40-jarig bestaan. Wedstrijd over 45 minuten. |               |     |           | | |  |

| zaterdag 28 juli 2007,19:00 | FC Eindhoven | 1-0 | VVV-Venlo              | Opstelling FC Eindhoven | Opstelling VVV-Venlo                                                                             |
| Stadion: Stadion De Braak, Helmond Toeschouwers: 1.400 | Nelemans 38' |     | 19' (pen.) El Gaaouiri |                         | Begois, Timisela, Reekers, Broers, Fleuren, Leemans , Kahya, El Gaaouiri, Amrabat, Jans, Soltani |
| Stadion: Stadion De Braak, Helmond Toeschouwers: 1.400 |              |     |                        |                         | Begois, Timisela, Reekers, Broers, Fleuren, Leemans , Kahya, El Gaaouiri, Amrabat, Jans, Soltani |
| Stadion: Stadion De Braak, Helmond Toeschouwers: 1.400 |              |     |                        |                         | Begois, Timisela, Reekers, Broers, Fleuren, Leemans , Kahya, El Gaaouiri, Amrabat, Jans, Soltani |
| Bijz.: Minitoernooi Helmond Sport i.h.k.v. 40-jarig bestaan. Wedstrijd over 45 minuten. Derde wedstrijd tussen Helmond Sport en FC Eindhoven eindigt in 1-1. Uitslag toernooi: 1. FC Eindhoven - 4 punten, 2. Helmond Sport - 2 punten, 3. VVV - 1 punt. |              |     |                        |                         |                                                                                                  |

| vrijdag 3 augustus 2007, 19:00                                                           | ADO Den Haag                                    | 4-3 (1-2) | VVV-Venlo                                      | Opstelling ADO Den Haag | Opstelling VVV-Venlo |  |
| Stadion: Sportpark "Laakkwartier", 's-Gravenhage Toeschouwers: 1.200 Arbiter: Van Meenen | Teixeira 25' Knopper 69' Coster 73' Verhoek 89' |           | 15' Jans (pen.) 26' Jans 76' Kantelberg (pen.) | Postma, Rijaard 46' ( El Moussaoui), Kum 69' ( Stoffels), Teixeira, Coster, Ranković, Knopper 69' ( Håkansson), Bosschaart, Meriç 46' ( Verhoek), Van de Haar, Cornelisse | Begois, Mampuya, Verdellen, Blondelle, Fleuren, Ofrany, Linssen , Leemans, El Gaaouiri 69' ( Kahya), Jans 69' ( Amrabat), Kantelberg |  |
| Stadion: Sportpark "Laakkwartier", 's-Gravenhage Toeschouwers: 1.200 Arbiter: Van Meenen |                                                 |           |                                                | Postma, Rijaard 46' ( El Moussaoui), Kum 69' ( Stoffels), Teixeira, Coster, Ranković, Knopper 69' ( Håkansson), Bosschaart, Meriç 46' ( Verhoek), Van de Haar, Cornelisse | Begois, Mampuya, Verdellen, Blondelle, Fleuren, Ofrany, Linssen , Leemans, El Gaaouiri 69' ( Kahya), Jans 69' ( Amrabat), Kantelberg |  |
| Stadion: Sportpark "Laakkwartier", 's-Gravenhage Toeschouwers: 1.200 Arbiter: Van Meenen |                                                 |           |                                                | Postma, Rijaard 46' ( El Moussaoui), Kum 69' ( Stoffels), Teixeira, Coster, Ranković, Knopper 69' ( Håkansson), Bosschaart, Meriç 46' ( Verhoek), Van de Haar, Cornelisse | Begois, Mampuya, Verdellen, Blondelle, Fleuren, Ofrany, Linssen , Leemans, El Gaaouiri 69' ( Kahya), Jans 69' ( Amrabat), Kantelberg |  |
|                                                                                          |                                                 |           |                                                | | |  |

| vrijdag 10 augustus 2007, 19:00                                          | EVV         | 1-2 (0-1) | VVV-Venlo                  | Opstelling EVV | Opstelling VVV-Venlo |
| Stadion: Sportpark "In de Bandert", Echt Toeschouwers: 700 Arbiter: Maas | Evelein 53' |           | 9' Soltani 50' El Gaaouiri |                | Van Driel, Mampuya 46' ( De Regt), Kahya, Willemse, Fleuren 46' ( Verdellen), Linssen 46' ( Timisela), El Gaaouiri, Leemans 46' ( Reekers), Soltani 46' ( Janssen), Jans 46' ( Amrabat), Ofrany 46' ( Verbeek) |
| Stadion: Sportpark "In de Bandert", Echt Toeschouwers: 700 Arbiter: Maas |             |           |                            |                | Van Driel, Mampuya 46' ( De Regt), Kahya, Willemse, Fleuren 46' ( Verdellen), Linssen 46' ( Timisela), El Gaaouiri, Leemans 46' ( Reekers), Soltani 46' ( Janssen), Jans 46' ( Amrabat), Ofrany 46' ( Verbeek) |
| Stadion: Sportpark "In de Bandert", Echt Toeschouwers: 700 Arbiter: Maas |             |           |                            |                | Van Driel, Mampuya 46' ( De Regt), Kahya, Willemse, Fleuren 46' ( Verdellen), Linssen 46' ( Timisela), El Gaaouiri, Leemans 46' ( Reekers), Soltani 46' ( Janssen), Jans 46' ( Amrabat), Ofrany 46' ( Verbeek) |
|                                                                          |             |           |                            |                | |

| zaterdag 11 augustus 2007, 18:30                                     | VVV-Venlo                 | 2-2 (1-1) | Getafe CF         | Opstelling VVV-Venlo | Opstelling Getafe CF |  |
| Stadion: Stadion De Koel, Venlo Toeschouwers: 2.500 Arbiter: Kuipers | Soltani 3' Kantelberg 51' |           | 21' Kepa 52' Uche | Begois, Mampuya, Verdellen, Leemans, Fleuren, Ofrany , Linssen , Kantelberg 71' ( Timisela), Soltani, Jans, Amrabat 71' ( Verbeek) | Abbondanzieri, Cortés, Belenguer, Díaz 35', Licht, Celestini, Sousa, Hernández, Casquero, Uche, Kepa RESERVEBANK: Cotelo, Nacho, Álvarez |  |
| Stadion: Stadion De Koel, Venlo Toeschouwers: 2.500 Arbiter: Kuipers |                           |           |                   | Begois, Mampuya, Verdellen, Leemans, Fleuren, Ofrany , Linssen , Kantelberg 71' ( Timisela), Soltani, Jans, Amrabat 71' ( Verbeek) | Abbondanzieri, Cortés, Belenguer, Díaz 35', Licht, Celestini, Sousa, Hernández, Casquero, Uche, Kepa RESERVEBANK: Cotelo, Nacho, Álvarez |  |
| Stadion: Stadion De Koel, Venlo Toeschouwers: 2.500 Arbiter: Kuipers |                           |           |                   | Begois, Mampuya, Verdellen, Leemans, Fleuren, Ofrany , Linssen , Kantelberg 71' ( Timisela), Soltani, Jans, Amrabat 71' ( Verbeek) | Abbondanzieri, Cortés, Belenguer, Díaz 35', Licht, Celestini, Sousa, Hernández, Casquero, Uche, Kepa RESERVEBANK: Cotelo, Nacho, Álvarez |  |
|                                                                      |                           |           |                   | | |  |

### Tijdens het seizoen
| dinsdag 11 september 2007, 18:00                  | VVV-Venlo                                  | 2-1 (1-1) | SV Straelen | Opstelling VVV-Venlo                                                                                                | Opstelling SV Straelen |
| Stadion: Stadion De Koel, Venlo Toeschouwers: 250 | Ofrany 44' Oost 60' (pen.) El Gaaouiri 65' |           | 25' Ludwik  | Wintjens, De Regt, Reekers, Willemse, Auassar, Timisela, El Gaaouiri, Janssen ' ( Verbeek), Ofrany, Oost, Gerritsen |                        |
| Stadion: Stadion De Koel, Venlo Toeschouwers: 250 |                                            |           |             | Wintjens, De Regt, Reekers, Willemse, Auassar, Timisela, El Gaaouiri, Janssen ' ( Verbeek), Ofrany, Oost, Gerritsen |                        |
| Stadion: Stadion De Koel, Venlo Toeschouwers: 250 |                                            |           |             | Wintjens, De Regt, Reekers, Willemse, Auassar, Timisela, El Gaaouiri, Janssen ' ( Verbeek), Ofrany, Oost, Gerritsen |                        |
|                                                   |                                            |           |             | |                        |

| donderdag 11 oktober 2007, 15:00    | KRC Genk            | 1-1 (1-0) | VVV-Venlo      | Opstelling KRC Genk | Opstelling VVV-Venlo |  |
| Stadion: Cristal Arena, Genk België | (pen.) Cornelis 11' |           | 47' Kantelberg | Bolat, Cornelis , Matoukou, Lolo, Vandooren 66' ( Caillet), De Decker , Vrancken, Vossen, Ljubojević 27' ( Jakovenko), Soetaers, Da Silva 72' ( Mikulić) | Wintjens, Mampuya, Auassar, Verdellen 64' ( Fleuren), Reekers, Leemans 46' ( Timisela), Linssen 46' ( Kahya), Kantelberg, Ofrany 75' ( Soltani ), El Gaaouiri 64' ( Calabro), Oost |  |
| Stadion: Cristal Arena, Genk België |                     |           |                | Bolat, Cornelis , Matoukou, Lolo, Vandooren 66' ( Caillet), De Decker , Vrancken, Vossen, Ljubojević 27' ( Jakovenko), Soetaers, Da Silva 72' ( Mikulić) | Wintjens, Mampuya, Auassar, Verdellen 64' ( Fleuren), Reekers, Leemans 46' ( Timisela), Linssen 46' ( Kahya), Kantelberg, Ofrany 75' ( Soltani ), El Gaaouiri 64' ( Calabro), Oost |  |
| Stadion: Cristal Arena, Genk België |                     |           |                | Bolat, Cornelis , Matoukou, Lolo, Vandooren 66' ( Caillet), De Decker , Vrancken, Vossen, Ljubojević 27' ( Jakovenko), Soetaers, Da Silva 72' ( Mikulić) | Wintjens, Mampuya, Auassar, Verdellen 64' ( Fleuren), Reekers, Leemans 46' ( Timisela), Linssen 46' ( Kahya), Kantelberg, Ofrany 75' ( Soltani ), El Gaaouiri 64' ( Calabro), Oost |  |
|                                     |                     |           |                | | |  |

| donderdag 15 november 2007, 15:00         | Jong Ajax        | 1-1 (1-0) | VVV-Venlo       | Opstelling Jong Ajax | Opstelling VVV-Venlo                                                                                          |  |
| Stadion: Sportpark De Toekomst, Amsterdam | (pen.) Mitea 19' |           | 64' El Gaaouiri | Gentenaar 46' ( Heijblok), Slijngard, Van der Heijden, Wormgoor 46' ( Sterk), Colin, Vlijter, Donald 46' ( Krohn-Dehli), Schilder, Hasselbaink 70' ( Yıldırım), Lewis 46' ( Martina), Mitea 46' ( Tayeb) | Van Driel, Timisela ' ( Mampuya), Willemse, De Regt, Blondelle, Linssen , Kahya, Janssen, Jans, Calabro, Oost |  |
| Stadion: Sportpark De Toekomst, Amsterdam |                  |           |                 | Gentenaar 46' ( Heijblok), Slijngard, Van der Heijden, Wormgoor 46' ( Sterk), Colin, Vlijter, Donald 46' ( Krohn-Dehli), Schilder, Hasselbaink 70' ( Yıldırım), Lewis 46' ( Martina), Mitea 46' ( Tayeb) | Van Driel, Timisela ' ( Mampuya), Willemse, De Regt, Blondelle, Linssen , Kahya, Janssen, Jans, Calabro, Oost |  |
| Stadion: Sportpark De Toekomst, Amsterdam |                  |           |                 | Gentenaar 46' ( Heijblok), Slijngard, Van der Heijden, Wormgoor 46' ( Sterk), Colin, Vlijter, Donald 46' ( Krohn-Dehli), Schilder, Hasselbaink 70' ( Yıldırım), Lewis 46' ( Martina), Mitea 46' ( Tayeb) | Van Driel, Timisela ' ( Mampuya), Willemse, De Regt, Blondelle, Linssen , Kahya, Janssen, Jans, Calabro, Oost |  |
|                                           |                  |           |                 | | |  |

| zondag 6 januari 2008, 15:00       | HVV             | 1-8 (1-2) | VVV-Venlo                                                                                          | Opstelling HVV | Opstelling VVV-Venlo |
| Stadion: De Diepput, 's-Gravenhage | Van der Gun 30' |           | 24' (e.d.) Jongbloed 26' Oost 53' Soltani 56' Jans 67' Soltani 75' Soltani 79' Calabro 88' Calabro |                | Wintjens 46' ( Begois), Mampuya 46' ( Janssen), Verdellen 64' ( De Regt), Reekers 46' ( Willemse), Fleuren 46' ( Blondelle), Kahya 46' ( El Gaaouiri), Kantelberg 46' ( Timisela), Auassar 46' ( Honda), Amrabat 46' ( Soltani), Oost 46' ( Calabro), Ofrany 46' ( Jans) |
| Stadion: De Diepput, 's-Gravenhage |                 |           | |                | Wintjens 46' ( Begois), Mampuya 46' ( Janssen), Verdellen 64' ( De Regt), Reekers 46' ( Willemse), Fleuren 46' ( Blondelle), Kahya 46' ( El Gaaouiri), Kantelberg 46' ( Timisela), Auassar 46' ( Honda), Amrabat 46' ( Soltani), Oost 46' ( Calabro), Ofrany 46' ( Jans) |
| Stadion: De Diepput, 's-Gravenhage |                 |           | |                | Wintjens 46' ( Begois), Mampuya 46' ( Janssen), Verdellen 64' ( De Regt), Reekers 46' ( Willemse), Fleuren 46' ( Blondelle), Kahya 46' ( El Gaaouiri), Kantelberg 46' ( Timisela), Auassar 46' ( Honda), Amrabat 46' ( Soltani), Oost 46' ( Calabro), Ofrany 46' ( Jans) |
|                                    |                 |           | |                | |

| dinsdag 15 januari 2008, 15:30  | Jong PSV                 | 2-3 (0-2) | VVV-Venlo                               | Opstelling Jong PSV                                                                                                  | Opstelling VVV-Venlo |  |
| Stadion: De Herdgang, Eindhoven | Da Costa 52' Horsten 75' |           | 3' Honda 40' Kantelberg 54' El Gaaouiri | Roorda, Horsten, Da Costa, Rajković, Van Berlo, Méndez, Väyrynen, Čulina, Zonneveld, Hikspoors ' ( Voss), Koevermans | Van Driel, Timisela 46' ( Willemse), De Regt, Blondelle, Auassar 46' ( Fleuren), Leemans , Honda, Kantelberg, Ofrany 46' ( Gerritsen), Calabro, El Gaaouiri 46' ( Verbeek) |  |
| Stadion: De Herdgang, Eindhoven |                          |           |                                         | Roorda, Horsten, Da Costa, Rajković, Van Berlo, Méndez, Väyrynen, Čulina, Zonneveld, Hikspoors ' ( Voss), Koevermans | Van Driel, Timisela 46' ( Willemse), De Regt, Blondelle, Auassar 46' ( Fleuren), Leemans , Honda, Kantelberg, Ofrany 46' ( Gerritsen), Calabro, El Gaaouiri 46' ( Verbeek) |  |
| Stadion: De Herdgang, Eindhoven |                          |           |                                         | Roorda, Horsten, Da Costa, Rajković, Van Berlo, Méndez, Väyrynen, Čulina, Zonneveld, Hikspoors ' ( Voss), Koevermans | Van Driel, Timisela 46' ( Willemse), De Regt, Blondelle, Auassar 46' ( Fleuren), Leemans , Honda, Kantelberg, Ofrany 46' ( Gerritsen), Calabro, El Gaaouiri 46' ( Verbeek) |  |
|                                 |                          |           |                                         | | |  |

| donderdag 21 februari 2008, 15:00     | Odra Opole | 1-0 (0-0) | VVV-Venlo | Opstelling Odra Opole | Opstelling VVV-Venlo |  |
| Stadion: Sportpark "De Wieën", Venray | Hugo 81'   |           |           | Feć, Félix, Ganowicz, Karasiak, Surowiak, Piegzik, Bajdziak 70' ( Tracz), Konopelsky, Copik, Stępień, Józefowicz 75' ( Hugo) | Begois, Timisela, De Regt, Blondelle, Janssen, Leemans , Kantelberg 15' ( Akrom ' ( Schoolmeesters)), El Gaaouiri, Soltani, Ofrany, Kuijpers ' ( Dadda) |  |
| Stadion: Sportpark "De Wieën", Venray |            |           |           | Feć, Félix, Ganowicz, Karasiak, Surowiak, Piegzik, Bajdziak 70' ( Tracz), Konopelsky, Copik, Stępień, Józefowicz 75' ( Hugo) | Begois, Timisela, De Regt, Blondelle, Janssen, Leemans , Kantelberg 15' ( Akrom ' ( Schoolmeesters)), El Gaaouiri, Soltani, Ofrany, Kuijpers ' ( Dadda) |  |
| Stadion: Sportpark "De Wieën", Venray |            |           |           | Feć, Félix, Ganowicz, Karasiak, Surowiak, Piegzik, Bajdziak 70' ( Tracz), Konopelsky, Copik, Stępień, Józefowicz 75' ( Hugo) | Begois, Timisela, De Regt, Blondelle, Janssen, Leemans , Kantelberg 15' ( Akrom ' ( Schoolmeesters)), El Gaaouiri, Soltani, Ofrany, Kuijpers ' ( Dadda) |  |
|                                       |            |           |           | | |  |

## Statistieken
Legenda
- W Wedstrijden
- Doelpunt
- Gele kaart
- 2× gele kaart in 1 wedstrijd
- Rode kaart

| Nat.                                      | Spelersnaam        | Eredivisie     | Eredivisie     | Eredivisie     | Eredivisie     | Eredivisie     |  | KNVB beker | KNVB beker | KNVB beker | KNVB beker | KNVB beker |  | Play-offs | Play-offs | Play-offs | Play-offs | Play-offs |  | Totaal | Totaal | Totaal | Totaal | Totaal |
| ----------------------------------------- | ------------------ | -------------- | -------------- | -------------- | -------------- | -------------- |  | ---------- | ---------- | ---------- | ---------- | ---------- |  | --------- | --------- | --------- | --------- | --------- |  | ------ | ------ | ------ | ------ | ------ |
| Nat.                                      | Spelersnaam        | W              |                |                |                |                |  | W          |            |            |            |            |  | W         |           |           |           |           |  | W      |        |        |        |        |
| Keepers                                   |                    |                |                |                |                |                |  |            |            |            |            |            |  |           |           |           |           |           |  |        |        |        |        |        |
| Vlag van België                           | Kevin Begois       | 13             | 0              | 1              | 0              | 0              |  | 1          | 0          | 0          | 0          | 0          |  | 3         | 0         | 0         | 0         | 0         |  | 17     | 0      | 1      | 0      | 0      |
| Vlag van Nederland                        | Raymond van Driel  | 1              | 0              | 0              | 0              | 0              |  | 0          | 0          | 0          | 0          | 0          |  | 0         | 0         | 0         | 0         | 0         |  | 1      | 0      | 0      | 0      | 0      |
| Vlag van Nederland                        | Rob Kuijpers       | 0              | 0              | 0              | 0              | 0              |  | 0          | 0          | 0          | 0          | 0          |  | 0         | 0         | 0         | 0         | 0         |  | 0      | 0      | 0      | 0      | 0      |
| Vlag van Nederland                        | Danny Wintjens     | 20             | 0              | 0              | 0              | 0              |  | 0          | 0          | 0          | 0          | 0          |  | 0         | 0         | 0         | 0         | 0         |  | 20     | 0      | 0      | 0      | 0      |
| Verdediging                               |                    |                |                |                |                |                |  |            |            |            |            |            |  |           |           |           |           |           |  |        |        |        |        |        |
| Vlag van België                           | Siebe Blondelle    | 16             | 1              | 2              | 0              | 0              |  | 0          | 0          | 0          | 0          | 0          |  | 0         | 0         | 0         | 0         | 0         |  | 16     | 1      | 2      | 0      | 0      |
| Vlag van Nederland                        | Niels Fleuren      | 33             | 0              | 3              | 0              | 0              |  | 1          | 0          | 0          | 0          | 0          |  | 3         | 0         | 0         | 0         | 0         |  | 37     | 0      | 3      | 0      | 0      |
| Vlag van Nederland                        | Ekrem Kahya        | 24             | 1              | 6              | 0              | 0              |  | 1          | 0          | 0          | 0          | 0          |  | 2         | 0         | 0         | 0         | 0         |  | 27     | 1      | 6      | 0      | 0      |
| Vlag van België                           | Mike Mampuya       | 33             | 0              | 1              | 0              | 0              |  | 1          | 0          | 0          | 0          | 0          |  | 3         | 0         | 1         | 0         | 0         |  | 37     | 0      | 2      | 0      | 0      |
| Vlag van Nederland                        | Peter Reekers      | 25             | 1              | 6              | 1              | 0              |  | 0          | 0          | 0          | 0          | 0          |  | 0         | 0         | 0         | 0         | 0         |  | 25     | 1      | 6      | 1      | 0      |
| Vlag van Nederland                        | Ferry de Regt      | 2              | 0              | 0              | 0              | 0              |  | 0          | 0          | 0          | 0          | 0          |  | 0         | 0         | 0         | 0         | 0         |  | 2      | 0      | 0      | 0      | 0      |
| Vlag van Nederland                        | Michael Timisela   | 3              | 0              | 0              | 0              | 0              |  | 0          | 0          | 0          | 0          | 0          |  | 0         | 0         | 0         | 0         | 0         |  | 3      | 0      | 0      | 0      | 0      |
| Vlag van Nederland                        | Sjors Verdellen    | 28             | 0              | 5              | 0              | 0              |  | 0          | 0          | 0          | 0          | 0          |  | 1         | 0         | 0         | 0         | 0         |  | 29     | 0      | 5      | 0      | 0      |
| Vlag van Nederland                        | Robert Willemse    | 0              | 0              | 0              | 0              | 0              |  | 0          | 0          | 0          | 0          | 0          |  | 0         | 0         | 0         | 0         | 0         |  | 0      | 0      | 0      | 0      | 0      |
| Middenveld                                |                    |                |                |                |                |                |  |            |            |            |            |            |  |           |           |           |           |           |  |        |        |        |        |        |
| Vlag van Nederland                        | Adil Auassar       | 21             | 1              | 2              | 0              | 0              |  | 1          | 0          | 0          | 0          | 0          |  | 3         | 0         | 1         | 0         | 0         |  | 25     | 1      | 3      | 0      | 0      |
| Vlag van Japan                            | Keisuke Honda      | 14             | 2              | 2              | 0              | 0              |  | 0          | 0          | 0          | 0          | 0          |  | 3         | 0         | 0         | 0         | 0         |  | 17     | 2      | 2      | 0      | 0      |
| Vlag van Nederland                        | Robin Janssen      | 0              | 0              | 0              | 0              | 0              |  | 0          | 0          | 0          | 0          | 0          |  | 0         | 0         | 0         | 0         | 0         |  | 0      | 0      | 0      | 0      | 0      |
| Vlag van Nederland                        | Peter Jungschläger | 7              | 0              | 1              | 0              | 0              |  | 0          | 0          | 0          | 0          | 0          |  | 3         | 0         | 0         | 0         | 0         |  | 10     | 0      | 1      | 0      | 0      |
| Vlag van Nederlandse Antillen (1986-2010) | Leon Kantelberg    | 16             | 3              | 0              | 0              | 0              |  | 1          | 0          | 0          | 0          | 0          |  | 0         | 0         | 0         | 0         | 0         |  | 17     | 3      | 0      | 0      | 0      |
| Vlag van België                           | Ken Leemans        | 19             | 3              | 2              | 0              | 0              |  | 1          | 0          | 0          | 0          | 0          |  | 3         | 0         | 1         | 0         | 0         |  | 23     | 3      | 3      | 0      | 0      |
| Vlag van Nederland                        | Edwin Linssen      | 30             | 2              | 8              | 0              | 0              |  | 1          | 0          | 0          | 0          | 0          |  | 3         | 1         | 0         | 0         | 0         |  | 34     | 3      | 8      | 0      | 0      |
| Vlag van Nederland                        | Rick Verbeek       | 0              | 0              | 0              | 0              | 0              |  | 0          | 0          | 0          | 0          | 0          |  | 0         | 0         | 0         | 0         | 0         |  | 0      | 0      | 0      | 0      | 0      |
| Aanval                                    |                    |                |                |                |                |                |  |            |            |            |            |            |  |           |           |           |           |           |  |        |        |        |        |        |
| Vlag van Nederland                        | Nordin Amrabat     | 33             | 10             | 6              | 0              | 0              |  | 1          | 0          | 0          | 0          | 0          |  | 3         | 0         | 1         | 0         | 0         |  | 37     | 10     | 7      | 0      | 0      |
| Vlag van Nederland                        | Sandro Calabro     | 12             | 5              | 3              | 0              | 0              |  | 0          | 0          | 0          | 0          | 0          |  | 0         | 0         | 0         | 0         | 0         |  | 12     | 5      | 3      | 0      | 0      |
| Vlag van Nederland                        | Samir El Gaaouiri  | 22             | 2              | 4              | 1              | 0              |  | 0          | 0          | 0          | 0          | 0          |  | 0         | 0         | 0         | 0         | 0         |  | 22     | 2      | 4      | 1      | 0      |
| Vlag van Nederland                        | Maico Gerritsen    | 0              | 0              | 0              | 0              | 0              |  | 0          | 0          | 0          | 0          | 0          |  | 0         | 0         | 0         | 0         | 0         |  | 0      | 0      | 0      | 0      | 0      |
| Vlag van Nederland                        | Paul Jans          | 10             | 0              | 1              | 0              | 0              |  | 1          | 2          | 0          | 0          | 0          |  | 0         | 0         | 0         | 0         | 0         |  | 11     | 2      | 1      | 0      | 0      |
| Vlag van Nederland                        | Rachid Ofrany      | 26             | 3              | 3              | 1              | 0              |  | 0          | 0          | 0          | 0          | 0          |  | 3         | 0         | 0         | 0         | 0         |  | 29     | 3      | 3      | 1      | 0      |
| Vlag van Nederland                        | Jason Oost         | 24             | 6              | 0              | 0              | 0              |  | 0          | 0          | 0          | 0          | 0          |  | 3         | 0         | 0         | 0         | 0         |  | 27     | 6      | 0      | 0      | 0      |
| Vlag van Frankrijk                        | Karim Soltani      | 28             | 3              | 2              | 0              | 1              |  | 1          | 0          | 0          | 0          | 0          |  | 3         | 0         | 0         | 0         | 0         |  | 32     | 3      | 2      | 0      | 1      |
| Nat.                                      | Spelersnaam        | W              |                |                |                |                |  | W          |            |            |            |            |  | W         |           |           |           |           |  | W      |        |        |        |        |
| Nat.                                      | Spelersnaam        | Eerste divisie | Eerste divisie | Eerste divisie | Eerste divisie | Eerste divisie |  | KNVB beker | KNVB beker | KNVB beker | KNVB beker | KNVB beker |  | Play-offs | Play-offs | Play-offs | Play-offs | Play-offs |  | Totaal | Totaal | Totaal | Totaal | Totaal |

### Topscorers 2007/2008
| Nr.    | Naam                         | Goal |
| ------ | ---------------------------- | ---- |
| 1.     | Nordin Amrabat               | 10   |
| 2.     | Jason Oost                   | 6    |
| 3.     | Sandro Calabro               | 5    |
| 4.     | Leon Kantelberg              | 3    |
|        | Ken Leemans                  | 3    |
|        | Karim Soltani                | 3    |
|        | Rachid Ofrany                | 3    |
| 8.     | Edwin Linssen                | 2    |
|        | Samir El Gaaouiri            | 2    |
|        | Keisuke Honda                | 2    |
| 11.    | Siebe Blondelle              | 1    |
|        | Adil Auassar                 | 1    |
|        | Ekrem Kahya                  | 1    |
|        | Peter Reekers                | 1    |
| 15.    | Joost Volmer (De Graafschap) | 1    |
| Totaal | Totaal                       | 44   |

| Nr.    | Naam          | Goal |
| ------ | ------------- | ---- |
| 1.     | Edwin Linssen | 1    |
| Totaal | Totaal        | 1    |

| Nr.    | Naam      | Goal |
| ------ | --------- | ---- |
| 1.     | Paul Jans | 2    |
| Totaal | Totaal    | 2    |

| Nr.    | Naam                    | Goal |
| ------ | ----------------------- | ---- |
| 1.     | Samir El Gaaouiri       | 10   |
| 2.     | Paul Jans               | 8    |
|        | Karim Soltani           | 8    |
| 4.     | Leon Kantelberg         | 6    |
| 5.     | Sandro Calabro          | 3    |
| 6.     | Maico Gerritsen         | 2    |
| 7.     | Mike Mampuya            | 1    |
|        | Rick Verbeek            | 1    |
|        | Ekrem Kahya             | 1    |
|        | Frank Broers            | 1    |
|        | Peter Reekers           | 1    |
|        | Ken Leemans             | 1    |
|        | Rachid Ofrany           | 1    |
|        | Jason Oost              | 1    |
|        | Keisuke Honda           | 1    |
| 16.    | Maurits Jongbloed (HVV) | 1    |
| Totaal | Totaal                  | 47   |

Ajax ·
AZ ·
Excelsior ·
Feyenoord ·
De Graafschap ·
FC Groningen ·
sc Heerenveen ·
Heracles Almelo ·
NAC Breda ·
N.E.C. ·
PSV ·
Roda JC ·
Sparta Rotterdam ·
FC Twente ·
FC Utrecht ·
VVV-Venlo ·
Vitesse ·
Willem II